# Пастушьи собаки
Пастушьи собаки
Пасту́шьи (пасту́шеские) соба́ки — собаки разных пород, используемые животноводами как помощники при обращении со скотом: охране скота от хищников и скотокрадов, перегоне стада, розыске и возвращении отбившихся животных, загоне на огороженные участки или в помещения, управлении стадом и отдельными животными при ветеринарном осмотре, стрижке, отборе для убоя, погрузке на транспорт. В современном животноводстве пастушьи собаки работают с большинством видов домашних животных — крупным и мелким рогатым скотом, домашней птицей, ламами, верблюдами, оленями, страусами и другими.
Пастушьих собак подразделяют на две большие группы. Сторожевые — крупные собаки азиатского происхождения, постоянно живущие вместе со стадом, — охраняют скот на пастбищах. Средние и мелкие собаки европейского происхождения — овчарки — по команде человека побуждают стадо двигаться, менять направление движения, останавливаться, используя различные приёмы воздействия на домашних животных. Для охраны стад собаки используются уже более пяти тысяч лет, исторический возраст овчарок около шестисот лет. Способность собак охранять стадо или управлять им сформирована длительным, десятки и сотни лет, направленным отбором, закреплена в генотипах пород и передаётся по наследству.
Чистокровные сторожевые собаки охраняют отару без специальной дрессировки, на основе унаследованных моделей поведения и, в некоторой степени, восприятия традиций семьи и опыта других собак в стаде. Благодаря импринтингу собаки лояльны к подопечным сельскохозяйственным животным. Все сторожевые выносливы и неприхотливы, приспособлены к выживанию в тяжёлых климатических и природных условиях.
Собаки, предназначенные для управления стадом, обладают пастушьим инстинктом — уникальным, сформированным человеком комплексом программ поведения. Пастуший инстинкт базируется на модифицированном хищническом поведении псовых и выражается в стремлении собак собирать животных в группу или гнать их перед собой. Конкретную работу по управлению сельскохозяйственными животными — сбору, удержанию, перегону — собаки выполняют под руководством и по команде человека. Умение взаимодействовать с человеком и применять инстинктивные способности и приобретённые навыки для управления стадом достигается в результате тщательного обучения собак. Выраженность отдельных составляющих пастушьего поведения различна у разных пород и особей и формирует породный и индивидуальный пастушеский стиль.
В современных условиях обе группы пород пастушьих собак востребованы в животноводстве, но также используются и в других сферах деятельности. Овчарки, главным образом благодаря высокой обучаемости, успешнее других пород служат в полиции, армии, поисково-спасательных и других службах. Им нет равных в большинстве дисциплин кинологического спорта, они популярны как выставочные собаки и собаки-компаньоны. Сторожевые собаки используются для охраны территорий и имущества, участвуют в выставках собак, содержатся как компаньоны.

## Происхождение пастушьих собак

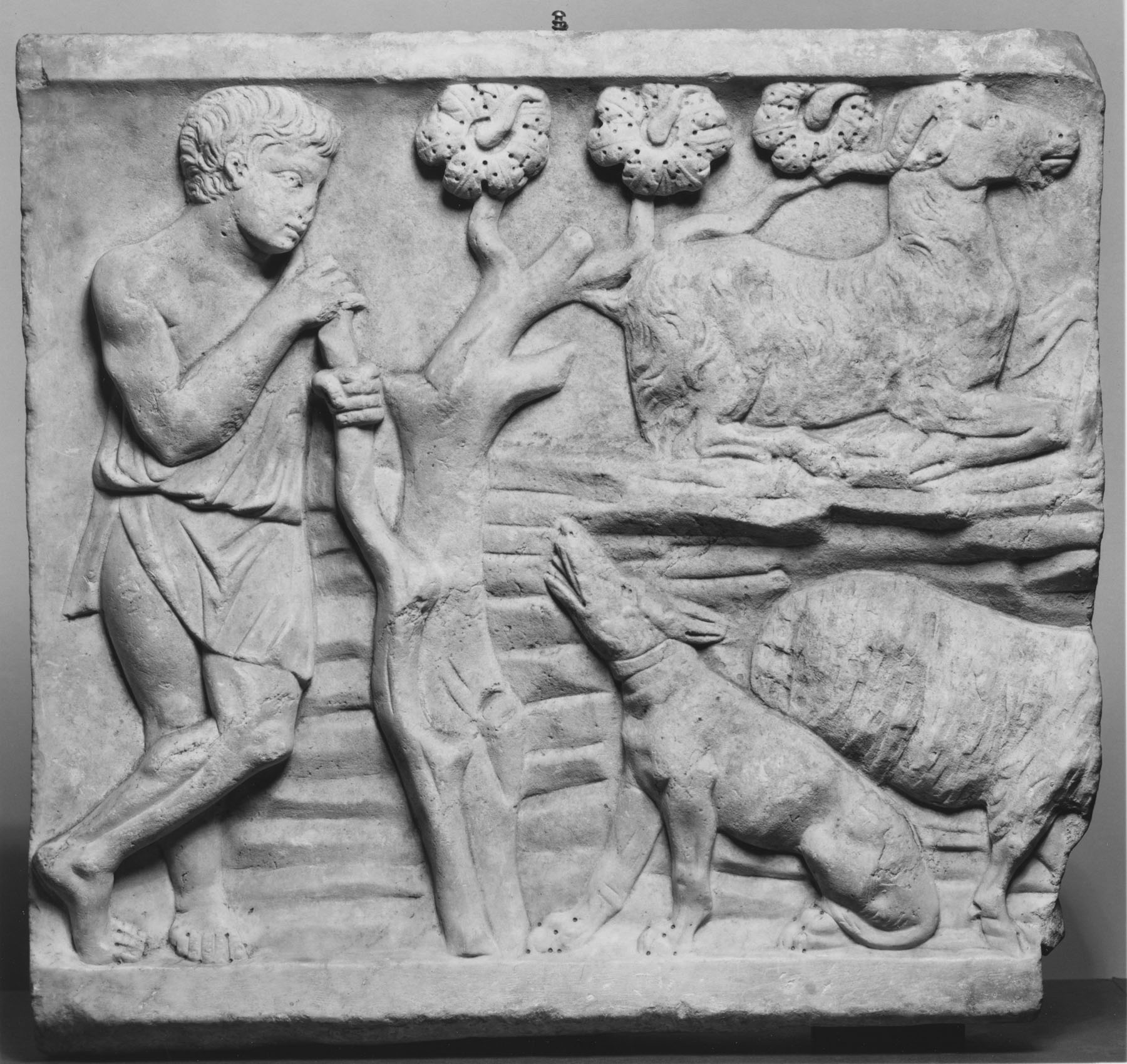
Фрагмент рельефа на саркофаге. Римская империя, II век

Возникновение пастушьих собак связано с зарождением и развитием скотоводства. Одомашнивание овец и коз началось в 8—7-м тысячелетиях до н. э. в Западной Азии, на территории современных Ирана и Ирака. Пасти стада было трудной работой: первобытные скотоводы не имели лошадей и пасли скот пешими, а копытные ещё не были полностью одомашненными и достаточно послушными. Собаки, ранее помогавшие человеку в охоте, стали помощниками и в животноводстве. Главной задачей собак в ранний период скотоводства была охрана стад от разнообразных диких хищников, численность которых в это время была очень высока. Эта функция предопределила тип пастушьих собак: они должны были быть сильными, злобными, смелыми, решительными, способными в одиночку противостоять крупному хищнику и, главное, готовыми защищать своё стадо. История предков пастушьих собак прослеживается до шести тысяч лет назад, археологические находки совместных останков овец и собак датируются 3685 годом до н. э., местом их появления считают территории современных Турции, Ирака и Сирии. Пастушьи собаки упоминаются в Ветхом завете, трудах Катона Старшего и Варрона, их изображения встречаются на произведениях искусства, созданных более двух тысяч лет назад. Такие собаки использовались и в военных целях.
Из регионов Западной Азии скотоводство распространялось на запад и север, сопровождаясь увеличением численности домашних животных. На территории Европы прародители пастушьих собак появились в VII—VI веках до н. э. Согласно археологическим исследованиям, скотоводство и земледелие распространялись по территории Европы разными путями: по Дунаю и Рейну к территории современной Германии, северной Франции и Нидерландов, через Средиземное море к Альпам, вверх по Роне в центральную и юго-западную Францию.
Развитие земледелия, увеличение числа населённых пунктов и появление городов привели к снижению численности хищников. В XVI—XVII веках, после истребления крупных хищников на большей части Европы и в Великобритании, с массовым распространением овцеводства и с увеличением доли обрабатываемой и заселённой земли основной задачей пастушьих собак стала защита посевов, частных и охраняемых территорий от потрав при выпасе и перемещении стад. Лучше крупных и сильных собак с этой работой справлялись собаки некрупные, более подвижные и умевшие управлять стадом — овчарки. Такие собаки пасли мелкий и крупный скот, а также домашних птиц. Помимо овчарок центральноевропейского типа возник и другой тип собак, часто с курчавой шерстью, более подходящей для холодных районов. Эти собаки проявили не только умение управлять стадом, но и способность к охране. У северных народов с распространением оленеводства в пастушьи «переквалифицировались» охотничьи шпицеобразные собаки.
Разные типы пастушьих собак происходят от разных предков, которых относят к виду Canis familiaris (собака). На основании сравнительного анализа строения черепов ископаемых собак С. Н. Боголюбский выделил типы древних предков, от которых произошли все породы, в том числе пастушьи. Так, догообразные собаки происходят от одомашненного волка C. f. decumanus. Центральноевропейские овчарки ведут род от овчарки бронзового века C. f. matris optimae и близкой по строению к динго собаки Путятина C. f. putiatini. Шпицеобразные собаки и некоторые лайки происходят от торфяной собаки (торфяного шпица) C. f. palustris. Возможно, прародителем пастушьих собак, наряду с ездовыми и некоторыми охотничьими, была собака Иностранцева C. f. inostranzewi. В формировании пород пастушьих собак ключевую роль играли естественный отбор и селекция, главным образом по рабочим качествам. Разнообразие во внешнем виде и навыках пастушьих пород обусловлено скрещиванием с другими породами собак.
Большинство пород овчарок центральноевропейского типа — со стоячими ушами и короткой шерстью на голове, похожие на волков — в основном образовались в XVI—XVII веках, породы курчавых собак североевропейского типа сформировались позже. Крупные пастушьи собаки, охраняющие стада в южных и, в особенности, горных регионах, намного старше — тысяча лет и более. Почти все породы собак, используемые для выпаса скота, приобрели современный вид в XIX—XX веках.

## Функциональные типы
|  |
|  |

Пастушеская работа, выполняемая собаками, зависит от условий выпаса, вида скота и задач, порученных собаке. Разные задачи требуют от собак различных способностей и навыков и предполагают разный способ взаимодействия собак со скотом. По базовой задаче и типу поведения Коппингер и Шнайдер разделяют собак, помогающих скотоводам, на две основные группы, каждая из которых включает множество пород. Сторожевые пастушьи собаки (англ. LGD (LPD) — livestock guardian (protecting) dogs) живут со стадом и не позволяют хищникам и ворам нанести вред скоту, при этом на поведение стада не влияют и выполняют свою работу без участия человека. Собаки, управляющие стадом (англ. herding dogs), наоборот, по команде человека активно взаимодействуют со стадом, побуждая его к движению и маневрированию. Е. Н. Мычко выделяет по этому признаку три основные группы пород: волкодавы, или сторожевые, гуртогоны (скотогонные, гуртовые собаки) и «истинные овчарки», отдельно рассматриваются породы, работающие с пугливыми животными — оленегонные собаки. Д. Хэнкок предлагает группировку, в которой имеются сторожевые (защитные) собаки (англ. flock-guardian, protecting) и, собственно, пастушьи (англ. herding) собаки, среди которых выделяются контролёры (англ. controlling dogs), погонщики (англ. driving dogs) (в том числе хилеры — (англ. heeler)), загонщики или сборщики (англ. herding, penning dogs), а также удерживающие, или мясницкие, собаки (англ. gripping, pinning dogs). В. Холланд и Коппингеры, исходя из особенностей инстинктивного поведения, подразделяют собак, управляющих стадом, на хердеров (англ. herder) и хилеров (англ. heeler).
Две основные группы пород — сторожевые и управляющие стадом — существенно различаются и внешним видом, и поведением. Сторожевые собаки крупные (30—55  кг и более, высота в холке 60—80 см), обычно с висячими ушами, чаще белого или серого окраса. Собаки ведут себя пассивно, постоянно находятся вблизи стада, обычно не гонят и не кусают овец, у них нет ориентированных на работу двигательных стереотипов. Собаки, управляющие стадом, — овчарки — некрупные (обычно 10—20 кг), со стоячими или полустоячими ушами, разных окрасов, чаще с белыми пятнами или подпалинами. Они активно работают со стадом или отдельным животным под управлением человека, очень смелые, гонят и кусают животных и имеют определённый набор наследуемых программ поведения. Сторожевые собаки с раннего детства находятся в прочной социальной связи со своим стадом, в то время как у овчарок в ходе социализации и обучения формируется прочная связь с человеком (фермером, пастухом), а связь со скотом отсутствует. Можно сказать, что сторожевые относятся к овцам как к братьям и сёстрам, а овчарки — как к потенциальной добыче.
Согласно исследованиям, в основе поведения всех собак, в том числе обоих типов пастушеских собак — сторожевых и управляющих, — лежит унаследованное от предков модифицированное охотничье поведение хищника. Полный цикл такого поведения включает ориентационную позу (поиск), слежку взглядом, подкрадывание, вспугивание, захватывающий укус, иногда предваряемый ударом передних лап, смертельный укус, часто с мотанием головы, затем разрывание добычи и поедание. Свойственная конкретной породе программа хищнического поведения проявляется у каждой особи по мере взросления и достигает полного развития лишь после полового созревания. Исходя из этой концепции, сторожевые собаки на протяжении всей жизни проявляют ювенильное, или щенячье, поведение (неотения), при котором все основные фазы хищнического поведения подавлены посредством отбора. В отличие от волкодавов, у овчарок отбором заблокированы лишь последние фазы охотничьего поведения — умерщвление и поедание, а предшествующие им фазы формируют программу действий собаки при пастьбе. У разных пород овчарок элементы охотничьего поведения могут проявляться в разной последовательности и быть по-разному выражены, таким образом формируются разнообразные приёмы работы с разными видами скота.
В регионах, где имеются хищники, пастухи нередко используют два типа собак одновременно: сторожевых для охраны скота и овчарок для управления стадом.

### Названия пород пастушьих собак
В русском языке большую часть собак, используемых для пастьбы, независимо от различного происхождения и специфики работы, принято называть овчарками. Общее название «овчарка» не учитывает глубокую разницу между двумя основными группами пастушьих собак. С. Н. Боголюбский указывал, что необходимо чётко различать собак, которые занимаются охраной скота, или пастушьих собак (Hirtenhunde), и собак, которые управляют стадом, или овечьих собак — овчарок (Schäferhunde). Сторожевые собаки происходят от древних собак Азии, используются в основном для охраны стада, их история связана с историей кочевого животноводства (среднеазиатская овчарка, кавказская овчарка, шарпланинская овчарка). Настоящие овчарки — более молодые собаки европейского происхождения, подвижные и менее сильные, сообразительные, обладающие особым пастушьим инстинктом, благодаря которому способны помогать человеку в управлении стадом (бельгийская овчарка, шотландская овчарка колли, австралийская овчарка).
Подобная проблема существует и со словом «мастиф» в названии породы. По словам Д. Хэнкока (Kennel Gazette, 1983), «в нынешнем столетии стали называть каждую большую собаку мастифом, независимо от её использования и происхождения». Так, тибетский мастиф и пиренейский мастиф — типичные горные пастушье-сторожевые собаки и не соответствуют по строению и происхождению настоящим мастифам — догообразным травильным и боевым собакам.
В подавляющем большинстве названий пород овчарок, пастушьих, сторожевых и горных собак содержится название местности, где эти породы разводились и использовались.

## Общие физические характеристики пастушьих собак
В процессе отбора формировались физические характеристики собак, позволяющие им выполнять свою работу наилучшим образом. Вне зависимости от того, в каких условиях работают пастушьи собаки и какую функцию выполняют, все они обладают рядом общих характеристик. Пастушеские собаки крепки и очень выносливы. Их лапы хорошо защищены от колючек и острых камней: пальцы сжаты в плотный комок, подушечки лап толстые, когти крепкие. Шерсть такой структуры и плотности, чтобы защищать от намокания и перепадов температур, свойственных региону, в котором работает собака. У всех пастушьих собак отличные зрение и слух. Окрасы пастушьих собак разнообразны и зависят от местных традиций, однако все собаки должны иметь хорошо пигментированные веки, губы, нос и подушечки лап, ведь розовая кожа слишком нежна, подвержена ранам и обгорает на солнце.

## Сторожевые пастушьи собаки

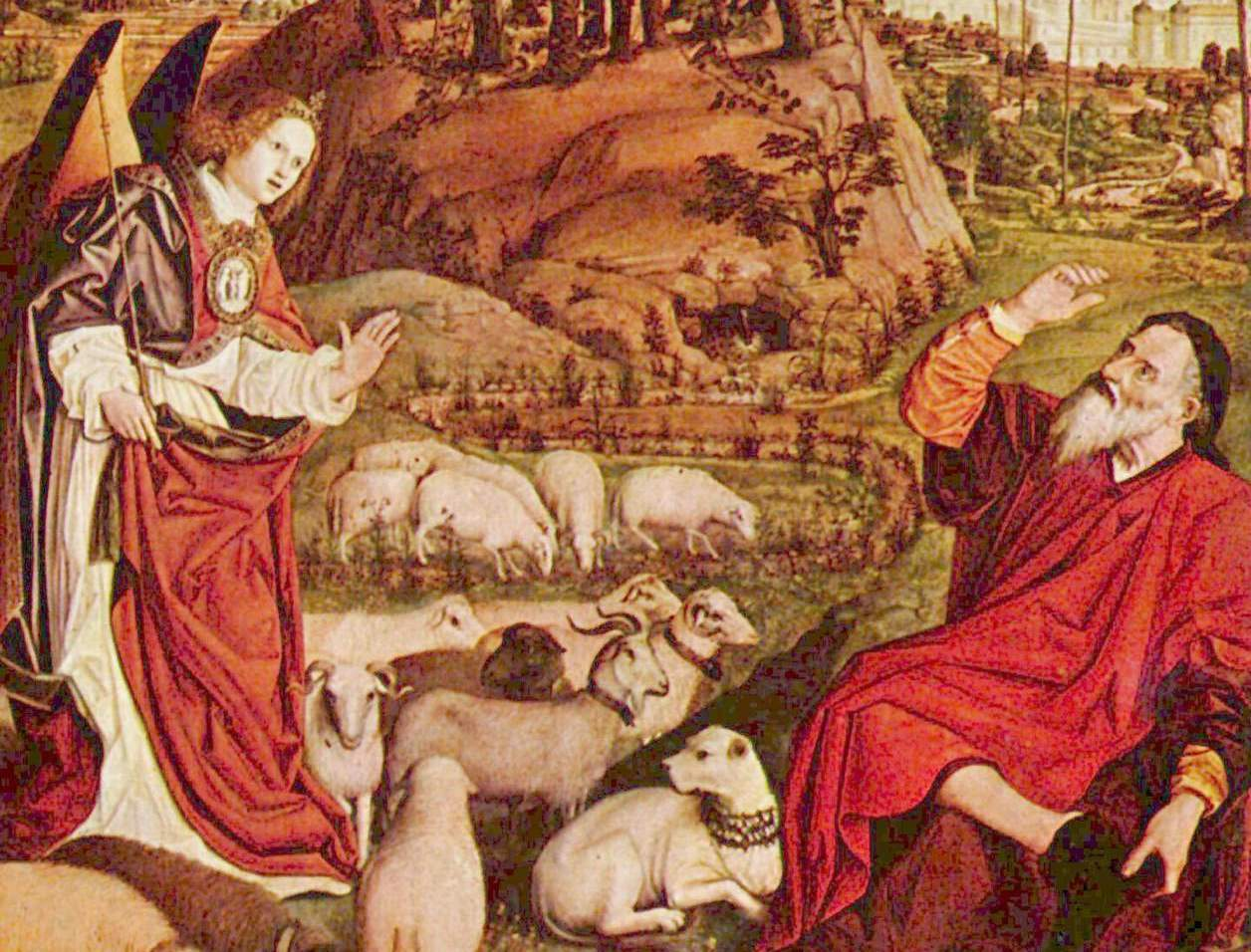
Н. Фроман. Фрагмент центральной части триптиха «Неопалимая купина» (1475—1476). Пасущихся овец и коз охраняет собака в ошейнике с шипами

Собаки-волкодавы, сторожевые собаки, защитники стада распространены везде, где есть пастбищное животноводство, их поголовье в мире исчисляется миллионами. Задачей волкодавов является охрана стада от любых животных, которые могут напасть на скот — волков, шакалов, медведей, львов, леопардов, павианов и др., — а также от воров. Использовать собак для охраны стад в местностях, где много волков, скотоводы — как кочевые, так и оседлые, — стали издавна, сторожевые собаки — старейшая группа служебных собак.
Все сторожевые собаки происходят от общего предка, некоторые породы сторожевых на протяжении сотен лет развивались в изоляции, а другие стихийно смешивались с окрестными популяциями, фактически образовав местные разновидности одной породы. В мире более 40 современных пород сторожевых собак признаны международными кинологическими организациями, существует также множество местных пород и отродий.

### Назначение и особенности работы
Сторожевые пастушьи собаки специализируются на охране мелкого рогатого скота, преимущественно овец. В отличие от стад крупного рогатого скота или лошадей, которые способны самостоятельно противостоять даже крупным хищникам, овечьи отары и стада коз нуждаются в защите, которую призваны обеспечить волкодавы. В больших хозяйствах овец содержат в основном отгонным способом, при котором зимой отары находятся на низинных пастбищах или в загонах, а на лето мигрируют в отдалённые регионы, часто в горы, где во время летней засухи есть достаточно травы. Сторожевые собаки охраняют скот на пастбищах в течение всего года, а также защищают овец от нападения хищников в пути в период сезонных миграций.

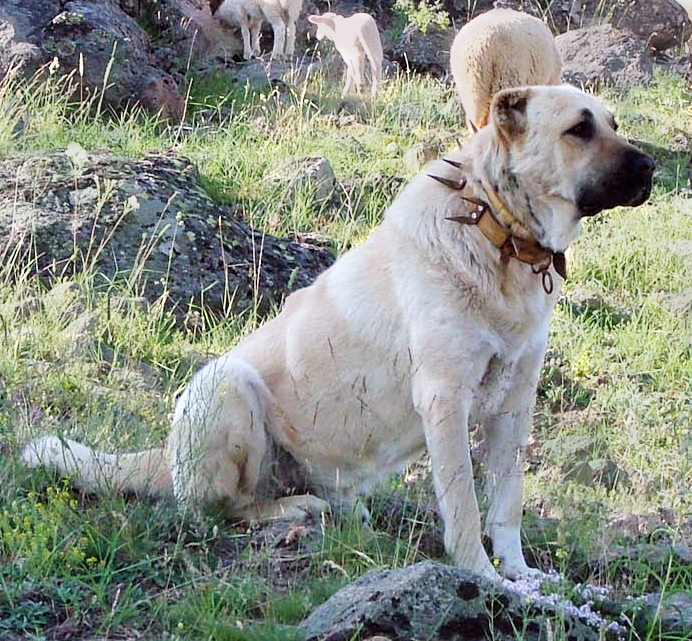
Турецкий кангал в ошейнике с шипами

Эффективность охраны отар с помощью собак показали эксперименты Лорны и Раймонда Коппингеров и исследования других специалистов. После реинтродукции волков, полностью уничтоженных в США в 1930-е годы, американские фермеры теряли от нападений этих хищников около миллиона овец ежегодно. В программе Коппингеров, занимавшихся интродукцией в овцеводство США европейских сторожевых собак (в их проекте использовались анатолийские овчарки), приняли участие 76 сельхозпроизводителей. Во всех хозяйствах, где в отсутствие собак случалось до двухсот нападений волков в год, под охраной волкодавов не была потеряна ни одна овца. При этом никто из охраняемых законом хищников не был убит: собаки просто не подпускали их к стаду. Вместе с тем, действенность охраны от разных видов хищников различается. Собаки отлично защищают подопечных животных от койотов и медведей, защита от волков менее надёжна, их нападение часто приводит к гибели или исчезновению собак. Установлено, что породы волкодавов, происходящие из регионов с сохранившейся популяцией волков, более успешно защищают стада от этих хищников. Противостоять волкам собакам помогают специальные ошейники с острыми шипами. Подробные сведения об эффективности сторожевых собак в различных условиях (в том числе с разными видами охраняемых домашних животных, при разных способах выпаса и с разным видовым составом хищников) приводит Ригг. Отара защищена лучше, если в ней находятся две и более сторожевые собаки.
Для охраны отары в среднем используют пять собак на 350 голов овец, но потребность в сторожевых зависит от многих условий, таких как рельеф и протяжённость территории, имеющаяся в районе пастбищ растительность, вид, порода и количество животных в стаде, присутствие пастуха, наличие или отсутствие ограждений и других средств защиты, численность и видовой состав хищников, а также порода, возраст, состояние здоровья волкодавов и их опытность. Например, овцеводы Скалистых гор в США разводят отгонным методом преимущественно белоголовых овец рамбулье, обладающих сильным стадным инстинктом. Днём овцы разбредаются по пастбищу на площади около одной квадратной мили, а на ночь собираются в более плотную группу. В обычной отаре из тысячи овцематок и их ягнят постоянно живут от двух до пяти сторожевых собак. Число собак в стаде может меняться с их смертью или рождением щенков. Когда стада собираются вместе на зимнем стойбище, некоторые собаки могут перейти в другую отару и следующее лето провести уже в обществе других овец. При появлении вблизи пастбищ крупных хищников число собак в отаре обычно увеличивают. Защита надёжнее, если стадо охраняют сторожевые собаки разных пород, например, мощные пиренейские мастифы, предпочитающие лежать вблизи скота, в сотрудничестве с более подвижными мареммами или кангалами, контролирующими периметр пастбища.

### Наследуемые черты пастушьего поведения сторожевых собак
Охрана стада базируется на видоизменённом территориальном инстинкте, который у кочующих собак переместился на «имущество» — отару. Волкодавы не допускают хищников и чужих людей к стаду, охраняя его как свою территорию. Поведение сторожевых собак в основе копирует поведение диких псовых в щенячьем и молодом возрасте: они стремятся быть «в семье», на незнакомых животных и людей реагируют лаем, им не свойственны атакующие действия и обычно они не нападают на приблизившегося к стаду хищника, все фазы хищнического поведения у волкодавов практически заблокированы. Часто собаки физически намного слабее таких крупных зверей, как волк или медведь. Однако сторожевые используют широкий арсенал подходящих к конкретной ситуации приёмов, чтобы отвлечь хищника от охоты и прервать запрограммированную цепь его охотничьего поведения. Собаки могут лаять, вилять хвостом, приглашать к играм или демонстрировать агрессию, иногда для отпугивания хищника достаточно просто вида большой собаки. Принцип охраны скота при помощи сторожевых собак заключается в том, чтобы побудить хищника искать другую, более лёгкую добычу.

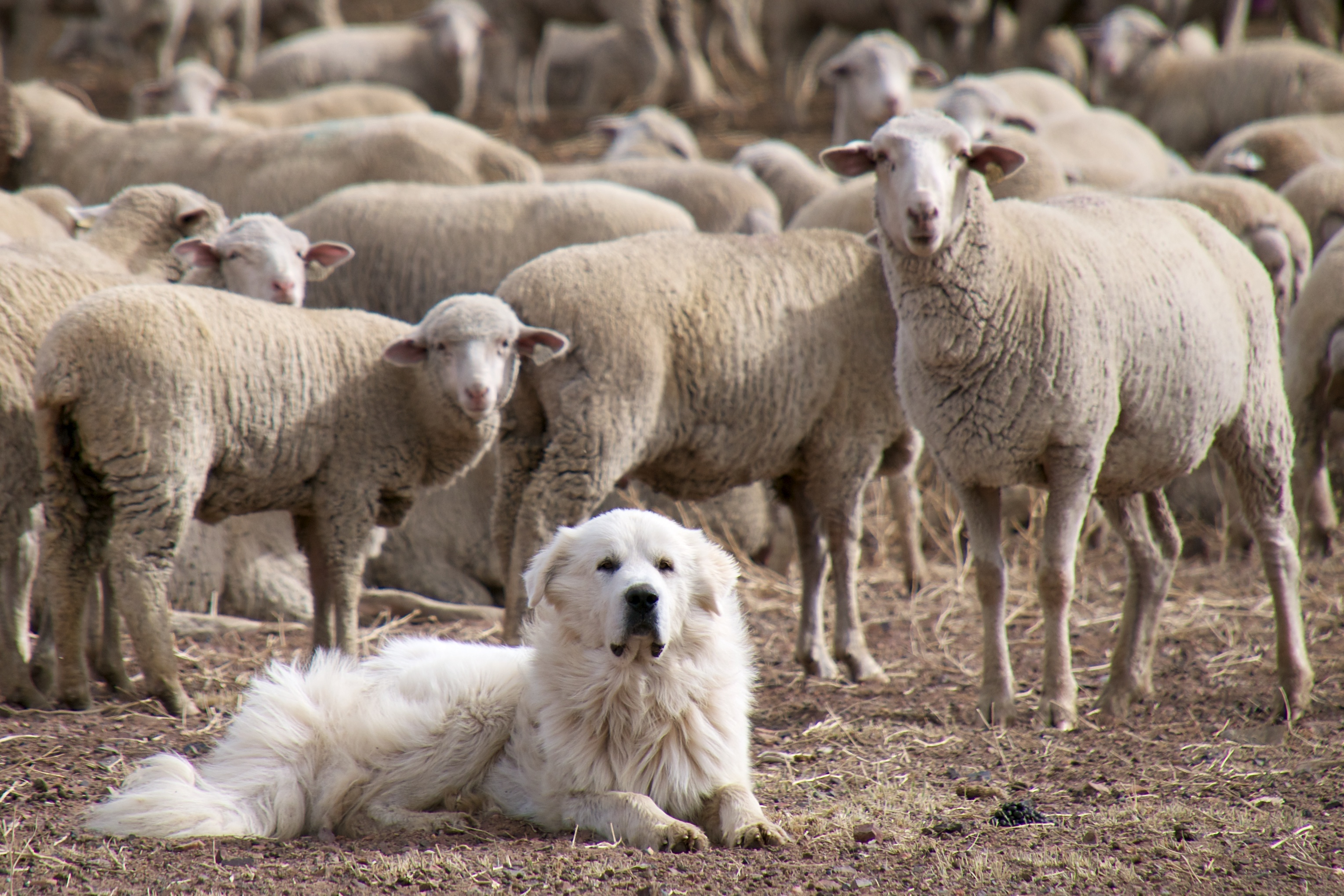
Пиренейская горная собака со своей отарой

Щенки сторожевых собак рождаются и растут на пастбище, спят с овцами и даже, как утверждают, сосут овечье молоко. Чабаны обычно оставляют двух щенков из приплода, большее число матери трудно прокормить и контролировать при длительных переходах. Часто оставляют только кобелей, из которых получаются лучшие сторожевые собаки. Нахождение щенка с самого рождения со своим стадом и отсутствие общения с другими собаками и людьми в критический период социализации (возраст щенка от 4 до 14 недель) импринтирует межвидовую социальную связь, благодаря которой подавляется хищническое поведение собаки по отношению к своей отаре. Собака, выросшая вне отары, будет привязана к хозяину больше, чем к овцам, и не сможет выполнять сторожевую службу как следует. Собаку, с раннего возраста жившую в отаре, даже во взрослом возрасте можно успешно перевести для охраны в другую отару или в стадо животных другого вида — коз, коров и т. п. На протяжении всей жизни собаки неотлучно находятся в стаде или рядом с ним, нередко сами добывают себе пропитание, в значительной части питаясь продуктами жизнедеятельности отары. Во время миграций далёкие переходы становятся дополнительным фактором естественного отбора: многие собаки гибнут или отстают от своих стад. При продаже овец собаки сопровождают свою отару и с новым хозяином в новые места обитания.
Ключевыми рабочими качествами сторожевой собаки являются внимательность, надёжность и готовность защищать своё стадо, а также бережное отношение к подопечным животным. Комплекс пастушьего территориального поведения у волкодавов передаётся генетически. Выросший в стаде щенок способен охранять отару даже без обучения, при помощи одних только инстинктов, но легче и лучше осваивает службу, если в отаре уже есть хотя бы один опытный волкодав. Навыкам пастьбы щенков обучают их родители и другие взрослые собаки, чабаны в воспитании подрастающего поколения не участвуют, свою работу собаки выполняют без каких-либо команд чабана, обычно у них даже нет кличек.
Закреплённое отбором наследуемое породное поведение — определяющий фактор, делающий эту собаку эффективным охранником стада. По этой причине специалисты обращают особое внимание, что для такой работы не годятся собаки других пород, в том числе овчарки, а также метисы, за исключением кроссов сторожевых. Некоторые исследования, однако, показывают, что желаемое пастушье поведение теряется и при скрещивании разных пород волкодавов. С учётом особенностей современного разведения для интродукции в животноводство рекомендуют отбирать собак рабочих линий, обладающих закреплёнными качествами, необходимыми для защиты стада, в отличие от навыков охраны имущества и территории или от бойцовых качеств.

### Внешний вид

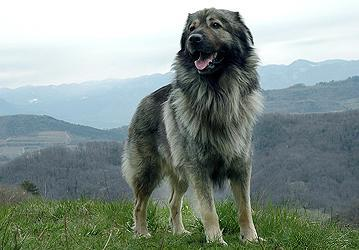
Крашская овчарка

Сторожевые — это крупные мощные собаки, хотя и собаки меньшего размера отгоняют диких зверей от стада не менее эффективно. Крупный размер обеспечивает волкодавам целый ряд преимуществ: они дольше сохраняют тепло, несут более значительные жировые запасы и могут дольше обходиться без еды, реже получают переломы и легче переносят болезни. Их шаг длиннее, поэтому им легче преодолевать длительные переходы. Однако слишком крупные собаки больше страдают от жары, поэтому используются исключительно в северных регионах и на горных пастбищах, а сторожевые, работающие со стадом в жарких районах, легче и ниже ростом.
Все сторожевые пастушьи собаки похожи, различия во внешнем виде отражают особенности климата, в котором живут и работают эти собаки. Все волкодавы обладают плотной водоотталкивающей шерстью, крепким сложением, величественным обликом и независимым нравом. Различия в окрасе пород собак определяются местными традициями: щенкам типичного для региона окраса отдают предпочтение при отборе. Ригг отмечает, что часто окрас собак выбирают соответственно основному окрасу скота: в отарах белых овец собаки белые, с цветными овцами, козами или яками собаки обычно серые или коричневые. Предполагается, что животные спокойнее относятся к нахождению в стаде собак подобного себе окраса. Кроме того, окрас собаки соответственно окрасу стада снижает риск случайной гибели собаки при отстреле волков.

### Сторожевые собаки в современных условиях
По различным причинам, среди которых снижение поголовья скота и переход к другим методам скотоводства, в ряде регионов поголовье сторожевых пастушьих собак критически сократилось. Вместо исконной службы собаки сторожевых пород чаще используются для охраны имущества, разводятся как шоу-собаки с эффектной внешностью, а иногда и для участия в собачьих боях. Породные поведенческие качества позволяют им быть также хорошими компаньонами. Стандарты пород, используемые кинологическими организациями при чистопородном разведении и оценке собак, описывают их главным образом по морфологическим признакам, а не по способности охранять стадо. В отсутствие традиционной пастушьей службы и связанного с ней отбора наследственное умение пасти овец и ключевые рабочие качества чистопородных собак теряются. Некоторые породы крупных волкодавов содержатся главным образом как домашние питомцы (пиренейская горная собака). Отдельные рабочие породы (каракачанская собака в Болгарии, португальские породы сторожевых) находятся на грани исчезновения, другие (саге кучи в Афганистане, саге мазандарани в Иране) считаются полностью утраченными.
Тем не менее пастбищное животноводство остаётся важной отраслью сельского хозяйства, а охрана стад сторожевыми собаками до сих пор является самым надёжным и экологичным способом пастьбы. Волкодавы остаются неотъемлемым элементом отрасли в местах традиционного овцеводства, где сохранились крупные плотоядные — в Карпатском и Балканском регионах, в центральной Италии, на Пиренейском полуострове, в горных районах Ближнего Востока и Средней Азии. В странах Западной и Северной Европы, где крупные хищники реинтродуцированы в конце XX века, скотоводы возвращаются к использованию сторожевых собак как к единственному способу защиты фермеров от ущерба, не летальному для охраняемых законом хищников. Благодаря этому преимуществу волкодавов начали использовать для охраны стад в США, Скандинавии, ряде африканских стран даже несмотря на отсутствие такой традиции в этих регионах. Использование волкодавов для охраны стад снижает потери от 11 до 100 процентов, при этом не требуя существенных вложений, специальных технологий и государственной помощи. Мероприятия по возвращению сторожевых пастушьих собак в животноводство поддерживают государственные программы ряда стран и общественные организации.
| Происхождение    | Происхождение                   | Порода собак                                                                                                | Порода собак |
| Регион           | Страна                          | Порода собак                                                                                                | Порода собак |
| ---------------- | ------------------------------- | --- | --- |
| Гималаи          | Индия                           | Бангарский мастиф                                                                                           | Монгольский банхар · Тибетский мастиф                                                                                    |
| Гималаи          | Индия                           | Гималайская овчарка (gaddi kutta, bhutia)                                                                   | Монгольский банхар · Тибетский мастиф                                                                                    |
| Гималаи          | Китай · Монголия                | Монгольская овчарка (банхар, монгольская сторожевая)                                                        | Монгольский банхар · Тибетский мастиф                                                                                    |
| Гималаи          | Непал                           | Гималайский мастиф (bhotia)                                                                                 | Монгольский банхар · Тибетский мастиф                                                                                    |
| Гималаи          | Тибет                           | Тибетский мастиф (do-khyi)                                                                                  | Монгольский банхар · Тибетский мастиф                                                                                    |
| Центральная Азия | Афганистан                      | Афганская овчарка (саге кучи)                                                                               | Казахский тобет · Турецкий кангал · Турецкий акбаш                                                                       |
| Центральная Азия | Иран                            | Иранский волкодав (саге мазандарани)                                                                        | Казахский тобет · Турецкий кангал · Турецкий акбаш                                                                       |
| Центральная Азия | Иран                            | Курдский мастиф (ассирийская овчарка, pshdar)                                                               | Казахский тобет · Турецкий кангал · Турецкий акбаш                                                                       |
| Центральная Азия | Иран                            | Персидский мастиф (сараби)                                                                                  | Казахский тобет · Турецкий кангал · Турецкий акбаш                                                                       |
| Центральная Азия | Турция                          | Анатолийская овчарка (кангал, карабаш, тур. anadolu çoban köpeği, kangal çoban köpeği, sivas kangal köpeği) | Казахский тобет · Турецкий кангал · Турецкий акбаш                                                                       |
| Центральная Азия | Турция                          | Турецкий акбаш (тур. akbaş çoban köpeği)                                                                    | Казахский тобет · Турецкий кангал · Турецкий акбаш                                                                       |
| Центральная Азия | Среднеазиатские овчарки:        | | Казахский тобет · Турецкий кангал · Турецкий акбаш                                                                       |
| Центральная Азия | Казахстан                       | Казахский волкодав (тобет, каз. төбет)                                                                      | Казахский тобет · Турецкий кангал · Турецкий акбаш                                                                       |
| Центральная Азия | Кыргызстан                      | Киргизская овчарка (дебе́т)                                                                                  | Казахский тобет · Турецкий кангал · Турецкий акбаш                                                                       |
| Центральная Азия | Таджикистан                     | Таджикский мастиф (сахи дахмарда)                                                                           | Казахский тобет · Турецкий кангал · Турецкий акбаш                                                                       |
| Центральная Азия | Туркменистан                    | Туркменская овчарка (алабай)                                                                                | Казахский тобет · Турецкий кангал · Турецкий акбаш                                                                       |
| Центральная Азия | Узбекистан                      | Узбекский волкодав (узбекская горная собака, торкуз, сарканджик, бурибосар, узб. bo'ribosar)                | Казахский тобет · Турецкий кангал · Турецкий акбаш                                                                       |
| Кавказ           |                                 | Кавказские овчарки:                                                                                         | Азербайджанский волкодав гурдбасар                                                                                       |
| Кавказ           | Азербайджан                     | Азербайджанский волкодав (гурдбасар)                                                                        | Азербайджанский волкодав гурдбасар                                                                                       |
| Кавказ           | Армения                         | Армянский волкодав (гампр)                                                                                  | Азербайджанский волкодав гурдбасар                                                                                       |
| Кавказ           | Грузия                          | Грузинская горная собака (нагази)                                                                           | Азербайджанский волкодав гурдбасар                                                                                       |
| Кавказ           | Турция                          | Карская турецкая пастушья собака (тур. kars köpeği)                                                         | Азербайджанский волкодав гурдбасар                                                                                       |
| Балканы          | Болгария                        | Барачесто (болг. барачесто овчарско куче)                                                                   | Греческая овчарка · Шарпланинская овчарка · Боснийско-герцеговинско-хорватский торньяк                                   |
| Балканы          | Болгария                        | Каракачанская собака (болг. каракачанско куче)                                                              | Греческая овчарка · Шарпланинская овчарка · Боснийско-герцеговинско-хорватский торньяк                                   |
| Балканы          | Греция                          | Греческая овчарка (греч. ελληνικός ποιμενικός)                                                              | Греческая овчарка · Шарпланинская овчарка · Боснийско-герцеговинско-хорватский торньяк                                   |
| Балканы          | Северная Македония · Сербия     | Шарпланинская овчарка (серб. шарпланинац)                                                                   | Греческая овчарка · Шарпланинская овчарка · Боснийско-герцеговинско-хорватский торньяк                                   |
| Балканы          | Словения                        | Крашская овчарка (словен. kraški ovčar, kraševec)                                                           | Греческая овчарка · Шарпланинская овчарка · Боснийско-герцеговинско-хорватский торньяк                                   |
| Балканы          | Босния и Герцеговина · Хорватия | Торньяк (боснийско-герцеговинско-хорватская пастушеская собака)                                             | Греческая овчарка · Шарпланинская овчарка · Боснийско-герцеговинско-хорватский торньяк                                   |
| Карпаты          | Венгрия                         | Комондор | Комондор · Кувас · Польская подгалянская овчарка · Буковинская овчарка · Румынская карпатская овчарка · Словацкий чувач  |
| Карпаты          | Венгрия                         | Кувас (венг. Kuvasz)                                                                                        | Комондор · Кувас · Польская подгалянская овчарка · Буковинская овчарка · Румынская карпатская овчарка · Словацкий чувач  |
| Карпаты          | Польша                          | Польская подгалянская овчарка (татранская овчарка, пол. polski owczarek podhalański)                        | Комондор · Кувас · Польская подгалянская овчарка · Буковинская овчарка · Румынская карпатская овчарка · Словацкий чувач  |
| Карпаты          | Румыния                         | Буковинская овчарка (рум. ciobănesc românesc de Bucovina)                                                   | Комондор · Кувас · Польская подгалянская овчарка · Буковинская овчарка · Румынская карпатская овчарка · Словацкий чувач  |
| Карпаты          | Румыния                         | Карпатская овчарка (рум. ciobănesc românesc carpatin)                                                       | Комондор · Кувас · Польская подгалянская овчарка · Буковинская овчарка · Румынская карпатская овчарка · Словацкий чувач  |
| Карпаты          | Румыния                         | Миоритская овчарка (рум. ciobănesc românesc mioritic)                                                       | Комондор · Кувас · Польская подгалянская овчарка · Буковинская овчарка · Румынская карпатская овчарка · Словацкий чувач  |
| Карпаты          | Румыния                         | Чёрная овчарка (рум. ciobănesc românesc corb)                                                               | Комондор · Кувас · Польская подгалянская овчарка · Буковинская овчарка · Румынская карпатская овчарка · Словацкий чувач  |
| Карпаты          | Словакия                        | Словацкий чувач (англ. slovenský čuvač)                                                                     | Комондор · Кувас · Польская подгалянская овчарка · Буковинская овчарка · Румынская карпатская овчарка · Словацкий чувач  |
| Альпы и Апеннины | Италия                          | Итальянский альпийский мастиф (итал. cane garouf, patua)                                                    | Мареммо-аббруццкая овчарка                                                                                               |
| Альпы и Апеннины | Франция                         | †Альпийский мастиф                                                                                          | Мареммо-аббруццкая овчарка                                                                                               |
| Альпы и Апеннины | Италия                          | Мареммо-абруццкая овчарка (маремма, итал. cane da pastore maremmano abruzzese)                              | Мареммо-аббруццкая овчарка                                                                                               |
| Пиренеи и Иберия | Испания                         | Испанский мастиф (эстремадурский мастиф, исп. mastín español, mastín leonés)                                | Испанский мастиф · Португальская пастушья собака · Пиренейская горная собака · Пиренейский мастиф · Португальский мастиф |
| Пиренеи и Иберия | Испания                         | Пиренейский мастиф (арагонский мастиф, наваррский мастиф, исп. mastín del Pirineo)                          | Испанский мастиф · Португальская пастушья собака · Пиренейская горная собака · Пиренейский мастиф · Португальский мастиф |
| Пиренеи и Иберия | Франция                         | Пиренейская горная собака (фр. chien de montagne des Pyrénées, pastou, patou)                               | Испанский мастиф · Португальская пастушья собака · Пиренейская горная собака · Пиренейский мастиф · Португальский мастиф |
| Пиренеи и Иберия | Португалия                      | Португальская пастушья собака (порт. cão de Castro Laboreiro)                                               | Испанский мастиф · Португальская пастушья собака · Пиренейская горная собака · Пиренейский мастиф · Португальский мастиф |
| Пиренеи и Иберия | Португалия                      | Португальский мастиф (алентежский мастиф, рафейру ду Алентежу порт. rafeiro do Alentejo)                    | Испанский мастиф · Португальская пастушья собака · Пиренейская горная собака · Пиренейский мастиф · Португальский мастиф |
| Пиренеи и Иберия | Португалия                      | Трансмонтанский мастиф (порт. cão de gado Transmontano)                                                     | Испанский мастиф · Португальская пастушья собака · Пиренейская горная собака · Пиренейский мастиф · Португальский мастиф |
| Пиренеи и Иберия | Португалия                      | Эштрельская овчарка (порт. cão da Serra da Estrela)                                                         | Испанский мастиф · Португальская пастушья собака · Пиренейская горная собака · Пиренейский мастиф · Португальский мастиф |

## Собаки, управляющие стадом
Специализация собак на управлении стадом изначально была связана с необходимостью перемещать стада скота. Задача собак — заставить стадо, группу животных или отдельное животное двигаться, изменять направление движения или останавливаться. Собаки должны уметь собрать подлежащее перегону стадо, даже если оно разбрелось на обширном участке пересечённой местности, не допустить, чтобы животные попали в заросли кустов, сплотить подопечных в плотный строй при угрозе нападения хищника. Собаки работают и в пределах скотного двора, например, поочерёдно подгоняя группы животных к кормушке.
В отличие от сторожевых собак, постоянно находящихся со стадом, пастушьи собаки этого типа постоянно находятся с человеком и работают со стадом лишь в его присутствии. В остальное время они могут выполнять другую работу во дворе и в доме и, в сущности, являются универсальными фермерскими собаками, наделёнными специфической способностью пасти скот.
Пастушеское поведение собак, управляющих стадом, представляет собой сложный комплекс, базирующийся на сочетании наследуемого пастушьего инстинкта, традиций семьи, передаваемых щенку в раннем и юном возрасте его матерью и другими сородичами, специальной дрессировки и обучения. Комплекс пастушеских навыков, по-видимому, единственный, созданный человеком в своих интересах и не имеющий биологического смысла, так как бесполезен для диких собак.

### Пастуший инстинкт

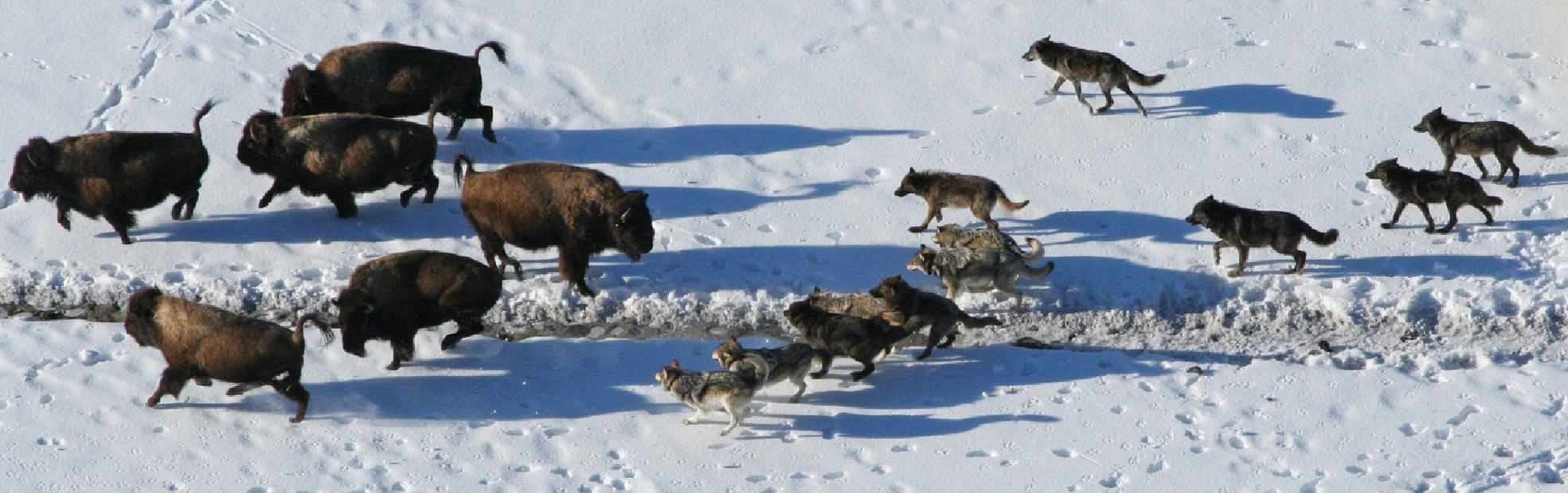
Стая волков охотится на бизона. Йеллоустонский национальный парк

Пастуший инстинкт является модифицированным охотничьим поведением и унаследован собаками от волков и других псовых, охотящихся группой. В охоте на копытных хищники используют их инстинктивное свойство при испуге сбиваться плотной группой и бежать. Слаженно взаимодействуя, стая хищников собирает пасущихся животных в плотную группу, затем перегоняет их в заранее известное место, ограниченное закрывающими пути для бегства скалами или водоёмами и подходящее для загона. Здесь самый быстрый член стаи забегает вперёд и отсекает от группы одно животное, которое становится жертвой. Самые медленные члены стаи перекрывают животным путь к бегству, давая другим возможность окружить и убить добычу. Такое охотничье поведение основано на наборе генетически заложенных программ. Члены стаи должны равномерно расположиться вокруг группы животных, на равном расстоянии от них, один из волков может занять место в засаде впереди по ходу движения стада. Чтобы развернуть стадо, волки резко наскакивают на животных спереди, заставляя их бежать в противоположном направлении, затем преследуют их, кусая за ноги или бока. Координацию работы стаи обычно осуществляет альфа-самец.
Унаследованный арсенал приёмов пастушьих собак имитирует все составляющие групповой охоты псовых, за исключением нападения на жертву и её умерщвления. Пастушьи собаки, в отличие от других собак, имеют врождённую склонность обгонять бегущих животных, а также их гнать вперёд. Ведомая инстинктом, пастушья собака обегает отару по кругу, как бы замещая места всех волков воображаемой стаи. Обогнав животное, собака преграждает ему путь и останавливает его. Припадая к земле и гипнотизируя взглядом овец, собака имитирует волка в засаде. При маневрировании стадом собаки, как и волки на охоте, наскакивают на животных, кусают и преследуют их. Желательное пастушье поведение собак закреплялось селекцией на протяжении веков, одновременно подавлялось их желание убивать.

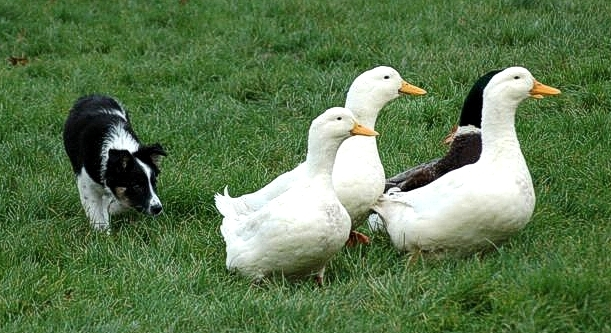
9-недельный щенок бордер-колли и утки

Склонность к большему использованию тех или иных приёмов взаимодействия со скотом различается у собак разных пород и у отдельных особей. Индивидуальные особенности пастушьих качеств выявляются только с возрастом, обычно после полового созревания. Однако наличие пастушьего инстинкта и предполагаемую пастушескую «специализацию» опытные заводчики могут оценить и у щенков. Щенков помещают в просторный вольер вместе с группой уток. Инстинкт срабатывает, когда «добыча» начинает бежать. Щенки, «охотясь» на уток, будут вести себя по-разному: большинство станут гнать уток, двигаясь полукругом влево-вправо позади группы птиц, другие будут обгонять птиц, забегать перед ними и возглавлять группу или наскакивать спереди, а некоторые щенки попытаются догнать уток и укусить их за хвост.
Если не учитывать детали, по типу преобладающего проявления пастушьего инстинкта пастушьи собаки делятся на две группы: склонные гнать стадо перед собой и склонные обгонять его, или, с точки зрения руководящего собакой пастуха, побуждающие скот двигаться вперёд (от пастуха) или назад (к пастуху) — соответственно, «погонщики» и «сборщики». Выраженность этапов хищнического поведения у них существенно различается. У сборщиков фаза поиска резко выражена, а связанная с ней поведенческая цепочка из наблюдения, выслеживания и преследования гипертрофированна; фазы захвата и умерщвления подавлены. У погонщиков этапы поиск — выслеживание выражены умеренно, а фазы преследования и последующего захвата гипертрофированны, при этом фаза умерщвления полностью заблокирована. Хотя большинство собак при необходимости способны в какой-то мере использовать в работе оба способа, проявляя большую или меньшую универсальность, принято говорить о «традиционном» (погонщики) и «собирающем» (сборщики) стиле пастьбы. Помимо этого, от породных и индивидуальных особенностей зависит дистанция, на которой предпочитает работать собака, и способ побуждать овец к движению (по сути, пугать их) — лаем, наскоком, укусом или угрожающим подкрадыванием. Инстинктивное желание собирать животных (или другие объекты) в группу или гнать их перед собой — пастуший инстинкт — отличительная черта пастушьих собак, благодаря которой они могут использоваться в животноводстве.
Для выполнения пастушьей работы в большинстве случаев одного пастушьего инстинкта недостаточно, собак обучают использовать инстинктивные возможности результативно. Так, необученная собака, обладающая инстинктом обгонять и останавливать бегущее животное, не даст ему убежать от стада, но точно также не даст ему и двигаться обратно к стаду. Некоторые породы, у которых фаза захвата и умерщвления добычи не заблокирована полностью, нуждаются в настойчивой дрессировке, чтобы пресечь нападения на животных. Обучение также направлено на освоение отдаваемых голосом, жестом или свистком команд пастуха, который руководит работой собаки со стадом, принимая на себя функцию координирующего охоту альфа-самца в волчьей стае. С другой стороны, неправильное выращивание щенка может приглушить его пастуший инстинкт и привести к значительному снижению рабочих качеств: чтобы пастушья собака доверяла пастуху, а к скоту относилась как к объекту охоты, в раннем возрасте она должна находиться в тесной связи с человеком и как можно меньше времени проводить вблизи стада.
Обучение щенков начинают в возрасте 3—4 месяцев. Первоначально тренировка сводится к общему послушанию и освоению базовых команд. В 8—9 месяцев молодых собак знакомят со скотом и начинают специальную дрессировку: обучают двигаться направо или налево, занимать позицию впереди стада, удерживать животных на открытой и пересечённой местности, гнать отару в нужном направлении и другим необходимым для работы навыкам. В этот период тренер должен выявить индивидуальные склонности собаки. Задача заключается не в том, чтобы собака наилучшим образом выполняла все возможные элементы управления стадом, а в том, чтобы достигать цели наиболее эффективным для этой собаки способом. Кроме того, некоторым навыкам невозможно научить, если к ним нет врождённой предрасположенности. Например, собаку можно обучить вовремя использовать укус, но нельзя научить свойственному только хилерам «низкому укусу», присущий некоторым особям «сильный взгляд» также нельзя выработать дрессировкой. При обучении собаки учитывают условия предстоящей работы, требующие специальных навыков: проводить отару вдоль автомобильных дорог, пасти на неогороженных участках или выполнять программу спортивных соревнований.
Способность быстро осваивать команды и охотно их исполнять была важным селекционным признаком в пастушьих породах и также закреплена направленным отбором. В ходе исследований генома собаки предприняты попытки картирования ключевых наследуемых качеств пастушьей собаки: пастушьего инстинкта, смелости и способности к обучению.

### Виды пастушьей работы

#### Перегон
Перегоном больших стад на дальние, иногда несколько сотен километров, расстояния занимались гуртовщики. Ранние письменные свидетельства о гуртовщиках и их собаках относятся к XIV веку. По дорогам Европы и Великобритании двигались тысячи голов крупного рогатого скота, а позднее овец, коз, свиней и даже гусей и индеек. Перегон от пастбища до рынка, бойни или покупателя мог занять от нескольких недель до нескольких месяцев. Стадо двигалось в течение дня со скоростью 2—3 км в час, а на ночь останавливалось для отдыха и выпаса. Гуртогонные собаки в течение дня обеспечивали движение, следили, чтобы животные не разбредались, а ночью охраняли стадо и повозки гуртовщиков с их семействами от ещё сохранившихся хищников, но в большей степени от голодных деревенских собак. Деятельность гуртовщиков утратила исключительную важность для экономики лишь в середине XIX века с развитием железнодорожного транспорта, а с 1960-х годов ставшие обычными автомобильные перевозки скота в специальных фургонах окончательно вытеснили коммерческий перегон стад. Профессия гуртовщика или погонщика сохраняется в некоторых странах как сезонная работа при перегоне крупного рогатого скота и овец на летние пастбища и обратно.
Собаки гуртовщиков были довольно крупными и высоконогими, неутомимыми, агрессивными и чрезвычайно самостоятельными, им не требовались специальное обучение и способность взаимодействовать с другими собаками. Заставляя скот двигаться в нужном направлении, гуртогоны обращались с ним достаточно грубо, кусали коров, овец сильно толкали корпусом и прикусывали. К старым гуртогонным породам относятся, например, фландрский бувье, ротвейлер, большой швейцарский зенненхунд, в Великобритании — староанглийская овчарка.

#### Контроль границ
В средние века, когда крупные хищники были истреблены, а население и посевные площади увеличились, основной задачей пастушьих собак стала защита посевов, частных и охраняемых территорий от потрав при выпасе и перемещении стад. Собаки выполняли функцию «живой ограды» и при этом не должны были кусать овец. Собаки этого типа — «контролирующие» по классификации Хэнкока , «истинные овчарки» — в прямой контакт с овцами почти не вступают, управляют стадом в основном при помощи лая, не позволяют животным выбиваться из группы при движении или покидать территорию пастбища, окарауливая его границы. Овчарки работают по команде пастуха или под его контролем, но способны контролировать стадо на выпасе и самостоятельно. С большими стадами используются две или три собаки, контролирующие стадо с разных сторон.

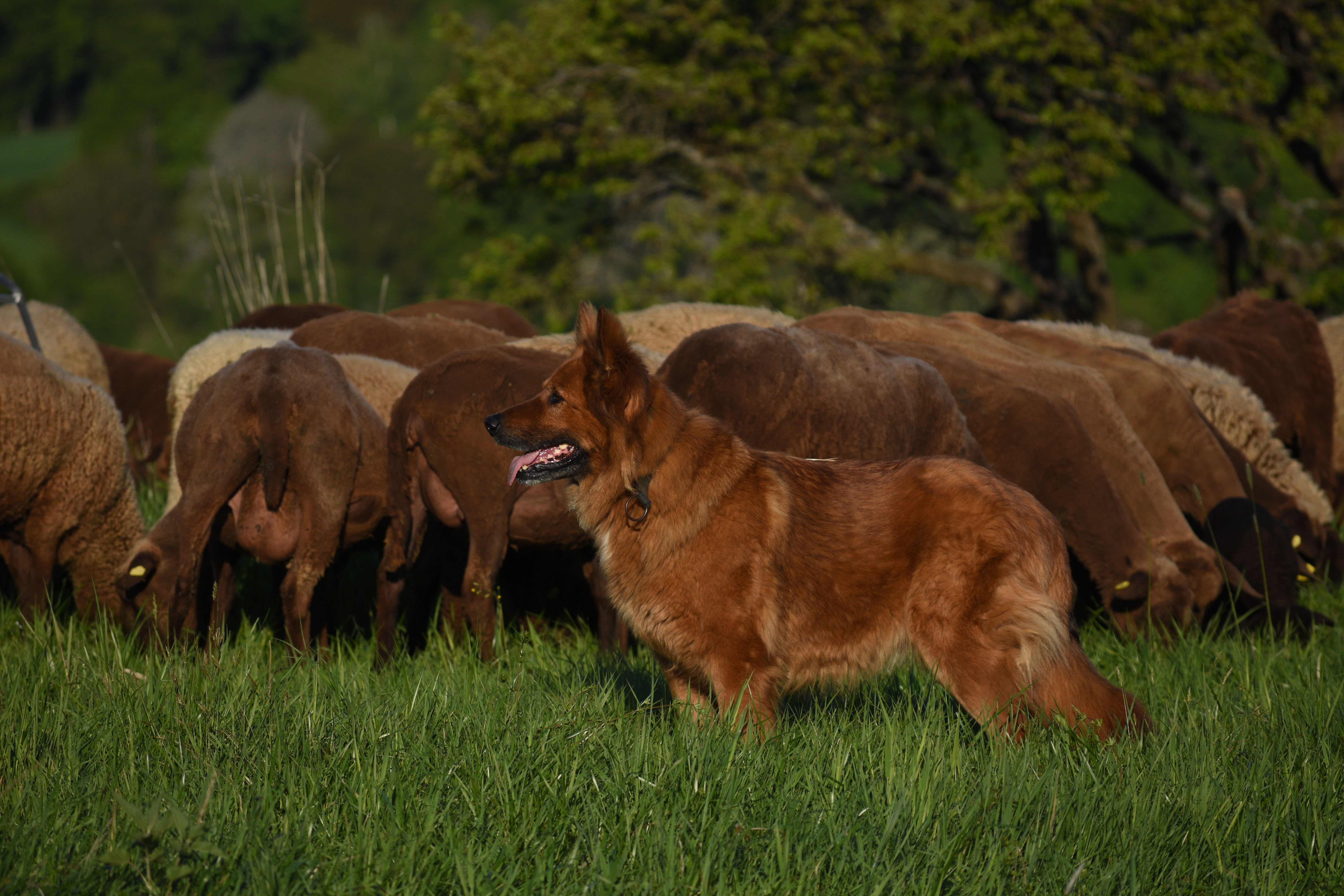
Старонемецкая овчарка на пастбище

Большинство пород собак, предназначенных для контроля за границами пастбища, имеют сходный облик, напоминающий волка: стоячие или полустоячие уши, изогнутый на конце хвост, средний или крупный размер. У этих собак, помимо инстинктивного желания преследовать выбившихся из группы животных, развит территориальный инстинкт. К ним относятся бельгийские и немецкие овчарки, французские овчарки босерон, бриар и другие.

#### Маневрирование
Развитие транспорта потребовало от собак совершенно иных, по сравнению с гуртогонами, задач. Теперь их помощь пастуху заключалась в перегоне стад на небольшие расстояния, обычно с одного пастбища на другое, загоне скота для ветеринарной обработки или стрижки, помощи в погрузке на транспортное средство. В Европе эту работу, наряду с контролем границ пастбища, успешно выполняют обученные овчарки. В Великобритании, где размеры стад и площади пастбищ невелики по сравнению с Европой, а пастбища огорожены, управлять стадом требовалось с особой точностью, поэтому лучшие пастушьи породы для управления стадом появились именно здесь. С распространением овец шерстяного и особенно тонкорунного направления, низкорослых, нежных и более пугливых по сравнению с крупными и грубыми овцами мясных пород, связывают появление некрупных и манёвренных пастушьих собак, не имеющих манеры кусать скот.
Принцип управления отарой сводится к тому, что собака занимает подходящую исходную позицию и свойственным ей способом побуждает овец двигаться. Овцы боятся собаки и бегут по направлению от неё. Если на ходу одна овца или маленькая группа изменит направление, собака преградит ей путь и заставит вернуться в отару, затем вновь займёт позицию позади и продолжит контролировать движение, при необходимости подгоняя овец. Чтобы повернуть или остановить отару, собаке нужно обогнать её и занять новую исходную точку для манёвра. Выполнив задачу, собака оставляет отару и возвращается к пастуху. Выбор тактики управления отарой — исходной точки, темпа движения, мест для манёвра — всегда остаётся за пастухом, а точность управления зависит от того, насколько собака научена выполнять команды пастуха и готова ему подчиняться. Пастух отдаёт команды голосом, жестом или свистом (используется специальный пастуший свисток). По его команде собака обегает стадо в заданном направлении и на нужном расстоянии, собирая овец в группу, останавливается и ложится в исходной точке, начинает движение и изменяет его темп. Действуя преимущественно по команде, собака тем не менее самостоятельно принимает решение, если нужно остановить и вернуть отбившуюся от общей группы овцу — её инстинктивная реакция всегда быстрее, чем можно отдать соответствующую команду. Работая с двумя и более собаками, пастух отдаёт команды каждой из них, предваряя команду кличкой собаки, условным жестом или свистом.
Пастух выбирает тактику маневрирования стадом исходя из присущего его собакам пастушеского стиля. Однако мало кто из собак способен работать со всем разнообразием сельскохозяйственных животных. Собаки, работающие в собирающем стиле с большой дистанции и не входящие в непосредственный контакт с животными, эффективны при пастьбе нежных пород овец, но с крупными и упрямыми овцами лучше работают собаки, предпочитающие близкую дистанцию, толчки корпусом и лёгкие прикусывания за ноги, при этом высокие укусы абсолютно недопустимы. С крупным рогатым скотом лучше справляются кусачие собаки — хилеры, заставляющие коров двигаться укусами за пясть и скакательный сустав и возвращающие в стадо особо упрямых беглецов укусами за нос. При правильном подборе и обучении собак и грамотном управлении, пастушьи собаки — незаменимые помощники при управлении стадом. Один пастух и одна собака могут управлять большим стадом животных эффективнее, чем десять человек.
Разнообразие условий пастушьей работы естественно привело к созданию множества разных пород пастушьих собак. Выдающиеся пастухи овец — колли и шелти, австралийская овчарка, австралийский келпи, муди, особое место в этом ряду занимают бордер-колли. Стадами крупного рогатого скота управляют австралийский хилер, леопардовая собака Катахулы в Америке, низкорослые погонщики вельш-корги.

#### Пастьба оленей
Поведение оленей во многом отличается от других сельскохозяйственных животных: северные олени не одомашнены полностью, живут и пасутся в тех же условиях, что и их дикие сородичи, сильно подчинены вожаку стада, быстроноги и чрезвычайно пугливы. Остроухие пастушьи собаки северных регионов — оленегонные шпицы и лайки — по голосовой или жестовой команде пастуха собирают (скучивают) стадо, помогают в перегоне, разыскивают отбившихся оленей, защищают стадо от сманивания дикими оленями, удерживают стадо при отборе отдельных животных для упряжки, ветобработки или забоя, предупреждают о приближении хищников. Приёмы управления стадом оленей зависят от поло-возрастного состава стада, времени года, характера местности и других условий, поэтому оленеводы всегда содержат несколько собак с разной манерой работы и используют их в зависимости от задачи, а в напряжённый период — например, в сезон спаривания оленей — выпускают к стаду всех собак. Одна оленегонка заменяет двух-трёх пастухов.

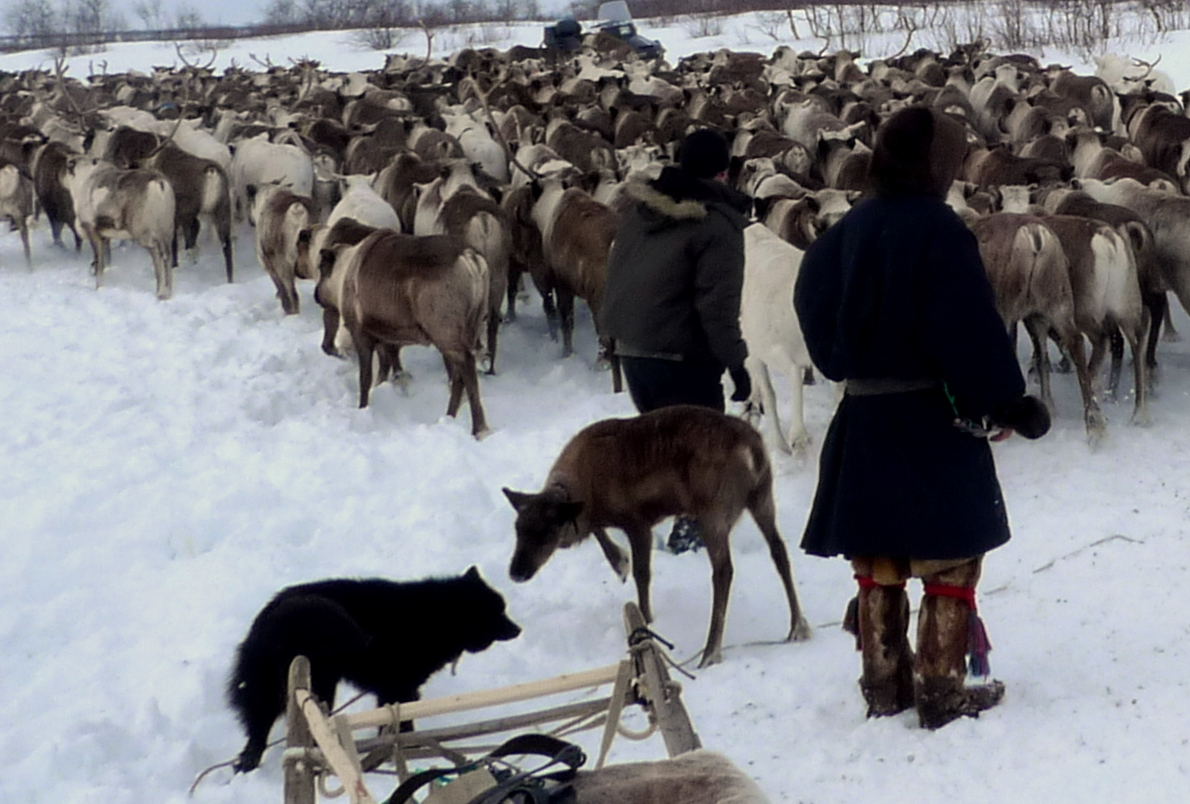
Ненецкая лайка с оленеводами. Нарьян-Мар

Стили работы оленегонных собак в основе не отличаются от пастьбы домашнего скота: лайки-погонщики обеспечивают движение всего стада в нужном направлении, при этом опытные собаки знают, когда стадо нужно подгонять, а когда надо дать оленям успокоиться, чтобы безопасно преодолеть препятствие. Собирающие стадо собаки очень энергичны, они сбивают оленей в группу, стремительно огибая стадо по периметру. Поисковые собаки разыскивают отбившихся особей или небольшие группы по нюху или в направлении, указанном пастухом, и пригоняют их, при этом для самостоятельного управления оленями на пересечённой местности им требуется особое мастерство. Удерживающие стадо собаки, подобно европейским овчаркам, контролируют оленей на стоянках, заставляют их двигаться кругами вокруг стойбища и не дают разбредаться. Некоторые собаки более или менее универсальны, но в целом их специализация заметно выражена.
Оленегонные собаки разнообразны по характеру и физическим характеристикам. Считается, что для управления стадом оленей достаточно воздействовать на животных лаем. Однако для важенок с телятами даже простой лай может быть слишком пугающим, привести к паническому бегству стада и случайной гибели молодняка; для работы с ними используются очень спокойные собаки, не любящие громко лаять, или коротконогие собаки, которые не могут гонять стельных самок и телят слишком быстро. Встречаются злобные собаки, агрессивно наскакивающие на оленей, таких собак пастухи возят с собой на нартах и подпускают к стаду только чтобы усмирить особенно упрямого самца. Среди оленегонных лаек есть и хилеры — мелкие и коротконогие собаки, кусающие оленей за нижнюю часть ног. Крупных собак, склонных кусаться, ездовых и охотничьих лаек к стаду не подпускают. Высоконогие собаки быстрее бегают и легче ориентируются в зарослях, а низкие меньше раздражают оленей. Крупные собаки сильнее и выносливее, но по слабому насту и вязкому снегу эффективнее лёгкие, небольшие собаки. Лайки с длинной шерстью легче переносят морозы и зимнюю непогоду, но летом страдают от жары и больше намокают в дождливое время.
Среди немногочисленных северных пастушьих пород — лопарская оленегонная собака, финский и шведский лаппхунды, норвежский бухунд, ненецкая лайка.

### Рабочие качества
Основные рабочие качества пастушьей собаки являются врождёнными, обусловленными пастушьим инстинктом. Рабочие качества дополняются обучением и опытом, но лишь в рамках врождённых способностей. Совокупность качеств, используемых собакой, составляет свойственный ей стиль.
Баланс — способность собаки найти подходящую для управления стадом позицию. Положение точки баланса (впереди, позади или сбоку) и расстояние от стада зависит от особенностей животных: чем чувствительнее животные, тем дальше от них находится точка баланса. В этой точке собака надёжно контролирует стадо и может на него влиять свойственным ей способом. У собак, обладающих собирающим инстинктом, точка баланса всегда находится за стадом в стороне, противоположной от пастуха, если пастух начнёт обходить стадо, собака будет синхронно перемещаться, так чтобы отара всегда располагалась между собакой и пастухом. Если собаке не хватает природного баланса, он может и должен компенсироваться указаниями пастуха.
Лай используется, чтобы заставить стадо двигаться. При работе со сложными животными лай или рычание в нужный момент необходимы, но постоянный лай может раздражать животных, которые могут перестать подчиняться. Лай должен быть убедительным — достаточно громким и низким, поэтому лающих собак отбирают, в числе прочих признаков, по тембру голоса. Излишне продолжительный лай может свидетельствовать о недостатке у собаки опыта, силы или уверенности в себе.
Укус используется очень умеренно, правильное применение этого мощного средства достигается с опытом. Допустимы укусы коров в нос, прихватывание овец за загривок, укусы в нижнюю часть передней или задней конечности. Укусы эффективны при работе с упрямым стадом, если выполняются уверенно и энергично. Укусы за горло, попытки перекусить сухожилие и повалить животное недопустимы.
Взгляд — особая способность собаки влиять на животное, пристально глядя на него. Впервые эту способность описал шотландский поэт и пастух Джеймс Хогг из Эттрика около 1790 года. Взгляд встречался у пастушьих собак крайне редко и, вероятно, был особенностью некоторых отродий шотландских овчарок. Этим приёмом в некоторой степени пользуются все собаки, но особи с так называемым «сильным взглядом» могут заставить овец двигаться, не используя другие средства. Сильный взгляд присущ бордер-колли и австралийским келпи, отдельные особи с сильным взглядом встречаются и в других породах. Преимущество взгляда в том, что собака может оставаться неподвижной и, таким образом, не беспокоит других овец. Однако для управления большими группами овец и нечувствительными (смелыми или просто привыкшими к собакам) животными даже очень сильного взгляда недостаточно, с такими стадами лучше работают собаки с более слабым взглядом, склонные двигаться между точками баланса и использовать голос. Чрезмерно сильный, «липкий» взгляд блокирует работу заглядевшейся собаки. В идеале собака должна взглядом пресечь неповиновение в стаде, но едва порядок будет восстановлен, расслабиться и вернуться к наблюдению за стадом в целом.
Рабочая собака обладает сильным характером и способна проявлять власть и влиять на стадо. Эта способность может быть выражена в разной степени. Собаки, работающие на близкой дистанции и в высокой позе, как правило, влияют на животных сильнее, чем работающие на расстоянии и в низкой позе, характерной для собак с сильным взглядом. Одной способности влиять на стадо, между тем, недостаточно: эффективное управление стадом зависит всё же от пастушьего инстинкта. Хорошая пастушья собака способна концентрировать внимание на стаде и обладает инстинктивным предвидением действий животных, эту способность называют сообразительностью (англ. savvy). Сообразительность позволяет собаке реагировать на возникающие инциденты с упреждением, намного раньше, чем способен среагировать человек. Наиболее сообразительными считаются бордер-колли, аусси, келпи, английские овчарки и макнабы.

### Разнообразие пород и стилей
Насколько различны условия, в которых работают пастушьи собаки, и задачи, которые они призваны решать, настолько различаются облик пастушьих собак и преобладающая манера их работы.
Сильные и довольно рослые собаки, какими являются овчарки континентальной Европы, способны при необходимости отогнать хищников и эффективно работают с тяжёлыми и довольно грубыми европейскими овцами. Они достаточно энергичны и выносливы, чтобы контролировать стадо весь день, пробегая до 80—90 километров ежедневно. Некрупные и очень манёвренные благодаря удлинённому корпусу собаки Великобритании, часто работающие в собирающем стиле и обладающие «взглядом», незаменимы для управления быстрыми и чувствительными черномордыми овцами шотландского высокогорья на огороженных пастбищах. Лёгкие и бесстрашные собаки, такие, как келпи, могут бегать по спинам овец, не пугая их.
Разумно предполагать, что с крупным рогатым скотом хорошо справляются крупные собаки, и это отчасти верно: бувье, ротвейлеры и зенненхунды используются, чтобы собрать и спокойно привести коров с пастбища в стойло на дойку. Крупные и тяжёлые, они не могут мгновенно разогнаться или остановиться, поэтому часто неэффективны при маневрировании стадом. Они способны ловко укусить упрямящееся животное за нос и подчинить его, но не сумеют быстро нагнуться и укусить его за ногу, чтобы заставить двигаться. К тому же корова, укушенная за плюсну или скакательный сустав опорной ноги, моментально лягает свободной ногой, и чтобы не пострадать от мощного удара, собака должна быть не только внимательной и смелой, но также подвижной и иметь низкий центр тяжести, как у австралийских хилеров — хвостатых и короткохвостых, которых специально выводили для работы с крупным рогатым скотом в тяжёлых условиях и на больших пространствах. Меньше рискуют при работе с коровами низкорослые собаки — вельш-корги и ланкаширские хилеры, которые в придачу имеют манеру после укуса пригибать голову и припадать к земле. Коротконогих хилеров используют на Британских островах для перегона стад крупного рогатого скота на небольшие расстояния, в особенности по узким улицам городков, но для работы на больших расстояниях и открытых пространствах США и Австралии нужны более быстрые, сильные и манёвренные собаки.
Породный и индивидуальный характер пастушьей собаки также имеет значение. С послушными лёгкими овцами и покладистыми фермерскими животными справится спокойная собака, а для упрямого стада и сложных ситуаций нужна собака с сильным характером.
Между тем, некорректно утверждать, что какая-то порода предназначена строго для выполнения специальной работы. Все пастушьи собаки более или менее универсальны, а различия между ними заключаются не столько в наличии или отсутствии каких-либо качеств, сколько в степени их выраженности. Кроме того, каждый владелец отбирает и разводит собак для решения своих собственных задач, в результате в одной породе могут быть собаки и линии, специализирующиеся на разных видах работы: с разными животными, в разной манере и в разных условиях.

#### Бордер-колли

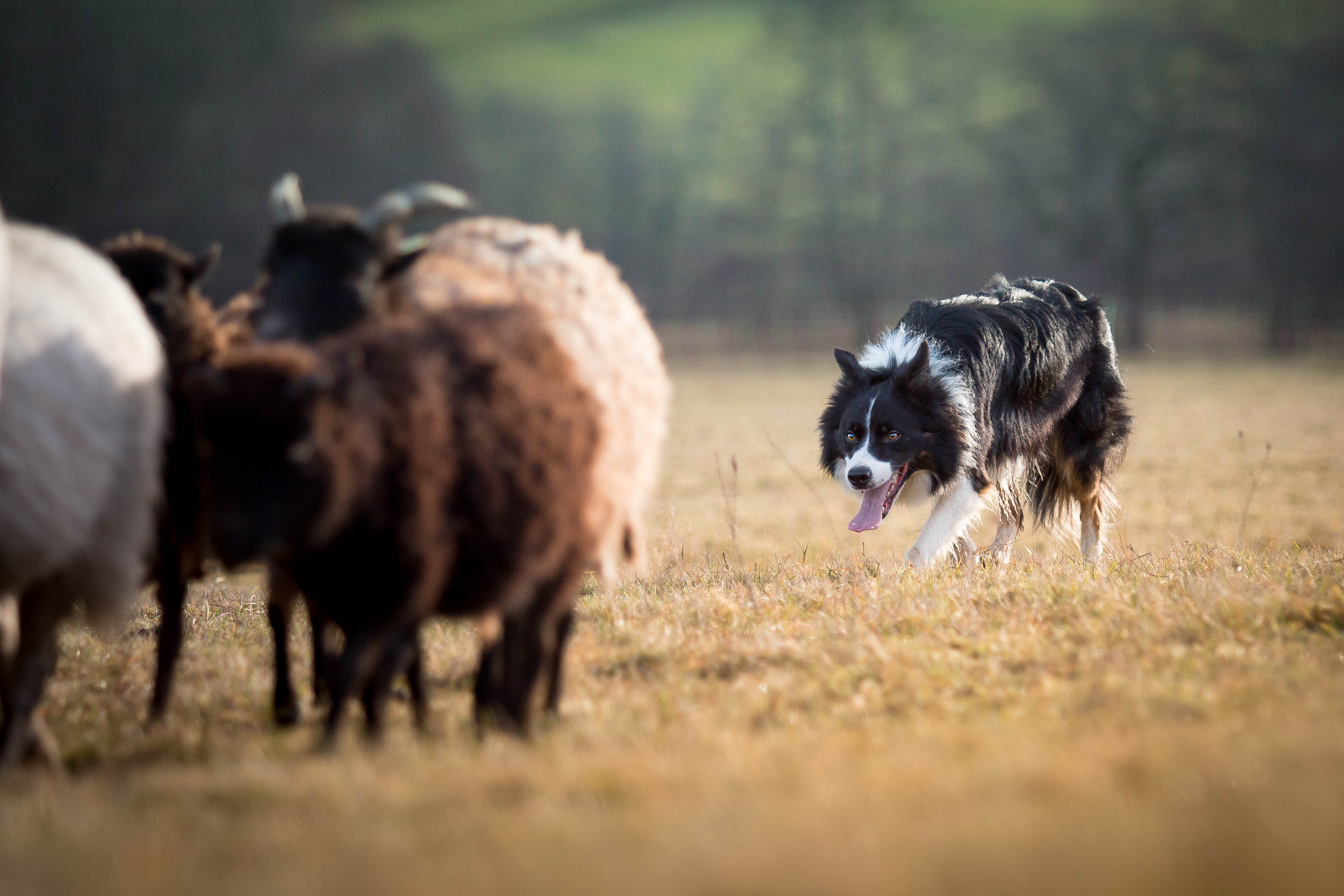
Взгляд бордер-колли

Бордер-колли имеет репутацию выдающейся пастушьей собаки. Считается, что бордер-колли пасут скот только в собирающем стиле и обладают сильным взглядом, наделены ярким пастушьим инстинктом и хорошей обучаемостью. Фактически, как и в любой породе, среди бордер-колли имеются особи, склонные к работе в традиционном стиле и со слабым взглядом, с приглушённым инстинктом и не слишком умные. Однако судьба породы сложилась таким образом, что именно эта совокупность рабочих качеств стала критерием отбора. В последней трети XIX века в Британии, где всевозможные состязания издавна были частью национальной культуры, вошли в моду соревнования пастухов, в которых принимали участие собаки. Правила, по которым проводились соревнования по пастьбе, мало походили на реальные условия работы: на спортивном лугу собаки работали с небольшим количеством овец, которые выращивались специально для соревнований, были быстрыми, чувствительными и понимали, что от них требуется. Стремительные и манёвренные колли, популярные в этих краях, оказались успешными спортсменами, а работа в собирающем стиле обеспечивала в условиях состязаний дополнительное преимущество. Как всегда в подобных случаях, колли стали культивировать как спортивных собак. Блестящие способности современных бордер-колли обусловлены тем, что на протяжении многих десятилетий они подвергались придирчивому отбору и тщательному испытанию рабочих качеств, включая сильный взгляд и желание работать, которые всё более закреплялись и усиливались для получения идеальной спортивной собаки. Рабочие бордер-колли, продолжающие пасти овец и коров в реальных условиях, существенных преимуществ перед другими породами не имеют.

#### Фермерские собаки универсального назначения
Сельская жизнь и повседневный труд крестьянина не сводятся к одной только работе со скотом, круг задач фермерской собаки гораздо шире, особенно в небольших хозяйствах. Основная работа фермерских собак — охрана территории и имущества, в том числе защита от мелких хищников и грызунов, функция компаньона также считается одной из важнейших. Собак берут на охоту, используют как тягловых для перевозки небольших грузов или вращения механизмов. Работа собаки в хозяйстве может включать и помощь в перегоне и удержании скота и домашней птицы. Многие фермерские породы происходят от пастушьих и наделены более или менее выраженным пастушьим инстинктом, однако при их формировании закрепление собственно пастушьих качеств не было целью селекции, гораздо важнее были универсальность, обучаемость и выносливость. Для разнообразной фермерской работы используют овчарок, крупных терьеров (керри-блю-терьер, ирландский мягкошёрстный пшеничный терьер), шнауцеров, зенненхундов, шпицев. В универсальных фермерских собак «переквалифицировались» некоторые старые гуртогонные породы, например, ротвейлеры. Островные собаки (санмигельский фила и барбадо-да-терсейра с Азорских островов, корсиканская пастушья собака курсину, канарский гарафиано, майоркский ка-де-бестиар и другие) и примитивные собаки (египетская овчарка армант, уругвайский симаррон, ближневосточная ханаанская собака), которых часто относят к пастушьим, фактически являются универсальными фермерскими собаками.
| Происхождение              | Происхождение      | Порода собак | Порода собак |
| Регион                     | Страна             | Порода собак | Порода собак |
| -------------------------- | ------------------ | --- | --- |
| Центральная Европа         | Венгрия            | Муди | Венгерская овчарка муди · Венгерская овчарка пули · Венгерская овчарка пуми · Немецкий ховаварт · Гарцская овчарка харцефукс · Немецкая грубошёрстная овчарка · Польская низинная овчарка · Чешская пастушья собака                             |
| Центральная Европа         | Венгрия            | Пули | Венгерская овчарка муди · Венгерская овчарка пули · Венгерская овчарка пуми · Немецкий ховаварт · Гарцская овчарка харцефукс · Немецкая грубошёрстная овчарка · Польская низинная овчарка · Чешская пастушья собака                             |
| Центральная Европа         | Венгрия            | Пуми | Венгерская овчарка муди · Венгерская овчарка пули · Венгерская овчарка пуми · Немецкий ховаварт · Гарцская овчарка харцефукс · Немецкая грубошёрстная овчарка · Польская низинная овчарка · Чешская пастушья собака                             |
| Центральная Европа         | Германия           | Ховаварт | Венгерская овчарка муди · Венгерская овчарка пули · Венгерская овчарка пуми · Немецкий ховаварт · Гарцская овчарка харцефукс · Немецкая грубошёрстная овчарка · Польская низинная овчарка · Чешская пастушья собака                             |
| Центральная Европа         | Германия           | Старые немецкие овчарки: | Венгерская овчарка муди · Венгерская овчарка пули · Венгерская овчарка пуми · Немецкий ховаварт · Гарцская овчарка харцефукс · Немецкая грубошёрстная овчарка · Польская низинная овчарка · Чешская пастушья собака                             |
| Центральная Европа         | Германия           | Вествальдерская пастушья собака (нем. Westerwälder Kuhhund) | Венгерская овчарка муди · Венгерская овчарка пули · Венгерская овчарка пуми · Немецкий ховаварт · Гарцская овчарка харцефукс · Немецкая грубошёрстная овчарка · Польская низинная овчарка · Чешская пастушья собака                             |
| Центральная Европа         | Германия           | Гарцская рыжая овчарка (харцерфукс, (нем. Harzer Fuchs) | Венгерская овчарка муди · Венгерская овчарка пули · Венгерская овчарка пуми · Немецкий ховаварт · Гарцская овчарка харцефукс · Немецкая грубошёрстная овчарка · Польская низинная овчарка · Чешская пастушья собака                             |
| Центральная Европа         | Германия           | Немецкая грубошёрстная овчарка (нем. Strobel) | Венгерская овчарка муди · Венгерская овчарка пули · Венгерская овчарка пуми · Немецкий ховаварт · Гарцская овчарка харцефукс · Немецкая грубошёрстная овчарка · Польская низинная овчарка · Чешская пастушья собака                             |
| Центральная Европа         | Германия           | «Овечий пудель» (нем. Schafpudel) | Венгерская овчарка муди · Венгерская овчарка пули · Венгерская овчарка пуми · Немецкий ховаварт · Гарцская овчарка харцефукс · Немецкая грубошёрстная овчарка · Польская низинная овчарка · Чешская пастушья собака                             |
| Центральная Европа         | Германия           | †Белая померанская овчарка (нем. Pommersche Hütehunde) | Венгерская овчарка муди · Венгерская овчарка пули · Венгерская овчарка пуми · Немецкий ховаварт · Гарцская овчарка харцефукс · Немецкая грубошёрстная овчарка · Польская низинная овчарка · Чешская пастушья собака                             |
| Центральная Европа         | Германия           | Старонемецкая чёрно-подпалая овчарка (нем. Gelbbacke) | Венгерская овчарка муди · Венгерская овчарка пули · Венгерская овчарка пуми · Немецкий ховаварт · Гарцская овчарка харцефукс · Немецкая грубошёрстная овчарка · Польская низинная овчарка · Чешская пастушья собака                             |
| Центральная Европа         | Польша             | Польская низинная овчарка (пол. Polski owczarek nizinny) | Венгерская овчарка муди · Венгерская овчарка пули · Венгерская овчарка пуми · Немецкий ховаварт · Гарцская овчарка харцефукс · Немецкая грубошёрстная овчарка · Польская низинная овчарка · Чешская пастушья собака                             |
| Центральная Европа         | Хорватия           | Хорватская овчарка (хорв. Hrvatski ovčar) | Венгерская овчарка муди · Венгерская овчарка пули · Венгерская овчарка пуми · Немецкий ховаварт · Гарцская овчарка харцефукс · Немецкая грубошёрстная овчарка · Польская низинная овчарка · Чешская пастушья собака                             |
| Центральная Европа         | Чехия              | Чешская пастушья собака (богемская овчарка, ходская собака, чеш. chodský pes)                                                                                        | Венгерская овчарка муди · Венгерская овчарка пули · Венгерская овчарка пуми · Немецкий ховаварт · Гарцская овчарка харцефукс · Немецкая грубошёрстная овчарка · Польская низинная овчарка · Чешская пастушья собака                             |
| Низинная западная Европа   | Бельгия            | Бельгийские овчарки: | Бельгийская овчарка малинуа · Бельгийский схипперке · Арденнский бувье · Фландрский бувье · Голландский хердер · Голландский схапендус · Пикардийская овчарка                                                                                   |
| Низинная западная Европа   | Бельгия            | Грюнендаль | Бельгийская овчарка малинуа · Бельгийский схипперке · Арденнский бувье · Фландрский бувье · Голландский хердер · Голландский схапендус · Пикардийская овчарка                                                                                   |
| Низинная западная Европа   | Бельгия            | Лакенуа | Бельгийская овчарка малинуа · Бельгийский схипперке · Арденнский бувье · Фландрский бувье · Голландский хердер · Голландский схапендус · Пикардийская овчарка                                                                                   |
| Низинная западная Европа   | Бельгия            | Малинуа | Бельгийская овчарка малинуа · Бельгийский схипперке · Арденнский бувье · Фландрский бувье · Голландский хердер · Голландский схапендус · Пикардийская овчарка                                                                                   |
| Низинная западная Европа   | Бельгия            | Тервюрен | Бельгийская овчарка малинуа · Бельгийский схипперке · Арденнский бувье · Фландрский бувье · Голландский хердер · Голландский схапендус · Пикардийская овчарка                                                                                   |
| Низинная западная Европа   | Бельгия            | Схипперке | Бельгийская овчарка малинуа · Бельгийский схипперке · Арденнский бувье · Фландрский бувье · Голландский хердер · Голландский схапендус · Пикардийская овчарка                                                                                   |
| Низинная западная Европа   | Бельгия            | Бельгийские бувье: | Бельгийская овчарка малинуа · Бельгийский схипперке · Арденнский бувье · Фландрский бувье · Голландский хердер · Голландский схапендус · Пикардийская овчарка                                                                                   |
| Низинная западная Европа   | Бельгия            | Арденнский бувье (фр. bouvier des Ardennes) | Бельгийская овчарка малинуа · Бельгийский схипперке · Арденнский бувье · Фландрский бувье · Голландский хердер · Голландский схапендус · Пикардийская овчарка                                                                                   |
| Низинная западная Европа   | Бельгия            | †Руселарский бувье (нидерл. Roeselare koehond, фр. bouvier de Roulers)                                                                                               | Бельгийская овчарка малинуа · Бельгийский схипперке · Арденнский бувье · Фландрский бувье · Голландский хердер · Голландский схапендус · Пикардийская овчарка                                                                                   |
| Низинная западная Европа   | Бельгия            | Фландрский бувье (бувье, фландрская коровья собака, фр. bouvier des Flandres, toucheur de boeufs, нидерл. vlaamse koehond, vuilbaard)                                | Бельгийская овчарка малинуа · Бельгийский схипперке · Арденнский бувье · Фландрский бувье · Голландский хердер · Голландский схапендус · Пикардийская овчарка                                                                                   |
| Низинная западная Европа   | Нидерланды         | Голландская овчарка (голландский хердер, нидерл. hollandse herdershond, hollandse herder)                                                                            | Бельгийская овчарка малинуа · Бельгийский схипперке · Арденнский бувье · Фландрский бувье · Голландский хердер · Голландский схапендус · Пикардийская овчарка                                                                                   |
| Низинная западная Европа   | Нидерланды         | Схапендус (шапендуа, голландская овчарка шапендус, нидерл. schapendoes)                                                                                              | Бельгийская овчарка малинуа · Бельгийский схипперке · Арденнский бувье · Фландрский бувье · Голландский хердер · Голландский схапендус · Пикардийская овчарка                                                                                   |
| Низинная западная Европа   | Франция            | Пикардийская овчарка (фр. berger picard) | Бельгийская овчарка малинуа · Бельгийский схипперке · Арденнский бувье · Фландрский бувье · Голландский хердер · Голландский схапендус · Пикардийская овчарка                                                                                   |
| Альпийский регион          | Италия             | Бергамская овчарка (бергамаско, итал. Cane da pastore bergamasco) | Бергамская овчарка · Французская овчарка босерон · Бернский зенненхунд · Большой швейцарский зенненхунд |
| Альпийский регион          | Франция            | †Альпийская овчарка (савойская овчарка, фр. berger des Alpes, berger de Savoie)                                                                                      | Бергамская овчарка · Французская овчарка босерон · Бернский зенненхунд · Большой швейцарский зенненхунд |
| Альпийский регион          | Франция            | †Бресская овчарка (фр. berger de Bresse) | Бергамская овчарка · Французская овчарка босерон · Бернский зенненхунд · Большой швейцарский зенненхунд |
| Альпийский регион          | Франция            | Французская овчарка (босерон, фр. berger de Beauce, beauceron) | Бергамская овчарка · Французская овчарка босерон · Бернский зенненхунд · Большой швейцарский зенненхунд |
| Альпийский регион          | Швейцария          | Аппенцеллер зенненхунд (аппенцелльская пастушья собака) | Бергамская овчарка · Французская овчарка босерон · Бернский зенненхунд · Большой швейцарский зенненхунд |
| Альпийский регион          | Швейцария          | Бернский зенненхунд (бернская овчарка) | Бергамская овчарка · Французская овчарка босерон · Бернский зенненхунд · Большой швейцарский зенненхунд |
| Альпийский регион          | Швейцария          | Большой швейцарский зенненхунд (нем. Grosser Schweizer Sennenhund, фр. grand bouvier suisse)                                                                         | Бергамская овчарка · Французская овчарка босерон · Бернский зенненхунд · Большой швейцарский зенненхунд |
| Альпийский регион          | Швейцария          | Энтлебухер зенненхунд | Бергамская овчарка · Французская овчарка босерон · Бернский зенненхунд · Большой швейцарский зенненхунд |
| Пиренейский регион         | Испания            | Баскская овчарка (исп. perro de pastor vasco баск. euskal artzain txakurra)                                                                                          | Баскская овчарка · Испанская водяная собака · Каталонская овчарка · Французская овчарка бриар · Пиренейская овчарка (длинношёрстная) |
| Пиренейский регион         | Испания            | Испанская водяная собака (исп. perro de agua español) | Баскская овчарка · Испанская водяная собака · Каталонская овчарка · Французская овчарка бриар · Пиренейская овчарка (длинношёрстная) |
| Пиренейский регион         | Испания            | Каталонская овчарка (исп. perro de pastor catalán, кат. gos d'atura català)                                                                                          | Баскская овчарка · Испанская водяная собака · Каталонская овчарка · Французская овчарка бриар · Пиренейская овчарка (длинношёрстная) |
| Пиренейский регион         | Испания            | Кастильская овчарка (исп. carea castellano, carea castellano manchego)                                                                                               | Баскская овчарка · Испанская водяная собака · Каталонская овчарка · Французская овчарка бриар · Пиренейская овчарка (длинношёрстная) |
| Пиренейский регион         | Испания            | Леонская овчарка (леонская пастушья собака, исп. carea leonés, perro leonés de pastor, кат. pastor lleonès)                                                          | Баскская овчарка · Испанская водяная собака · Каталонская овчарка · Французская овчарка бриар · Пиренейская овчарка (длинношёрстная) |
| Пиренейский регион         | Португалия         | Португальская овчарка (порт. cão da Serra de Aires) | Баскская овчарка · Испанская водяная собака · Каталонская овчарка · Французская овчарка бриар · Пиренейская овчарка (длинношёрстная) |
| Пиренейский регион         | Франция            | Бриар (фр. berger de Brie, briard) | Баскская овчарка · Испанская водяная собака · Каталонская овчарка · Французская овчарка бриар · Пиренейская овчарка (длинношёрстная) |
| Пиренейский регион         | Франция            | Лангедокская овчарка (фр. berger du Languedoc, farou и разновидности: фр. berger de Camargue, berger de la Crau, berger des Cévennes, chien de Larzac)               | Баскская овчарка · Испанская водяная собака · Каталонская овчарка · Французская овчарка бриар · Пиренейская овчарка (длинношёрстная) |
| Пиренейский регион         | Франция            | †Ландская овчарка (фр. berger de Landes, labrit) | Баскская овчарка · Испанская водяная собака · Каталонская овчарка · Французская овчарка бриар · Пиренейская овчарка (длинношёрстная) |
| Пиренейский регион         | Франция            | Пиренейская овчарка (фр. chien de berger des Pyrénées и разновидности: фр. chien de berger d'Ariège, berger d'Arbazzie, chien de berger d'Auzun, berger de Bagnères) | Баскская овчарка · Испанская водяная собака · Каталонская овчарка · Французская овчарка бриар · Пиренейская овчарка (длинношёрстная) |
| Скандинавия и Исландия     | Исландия           | Исландская собака (исландская овчарка, исл. íslenskur fjárhundur) | Исландская собака · Норвежский бухунд · Шведский вальхунд |
| Скандинавия и Исландия     | Норвегия           | Норвежский бухунд (норвежская овчарка, норвежская лайка, норв. norsk buhund)                                                                                         | Исландская собака · Норвежский бухунд · Шведский вальхунд |
| Скандинавия и Исландия     | Финляндия          | Лопарская оленегонная собака (лапландский хердер, лапландский вальхунд, фин. lapinporokoira)                                                                         | Исландская собака · Норвежский бухунд · Шведский вальхунд |
| Скандинавия и Исландия     | Финляндия          | Финский лаппхунд (финская лопарская лайка, англ. suomenlapinkoira)                                                                                                   | Исландская собака · Норвежский бухунд · Шведский вальхунд |
| Скандинавия и Исландия     | Швеция             | Шведский вальхунд (шведская пастушья собака, вестготская лайка, швед. västgötaspets)                                                                                 | Исландская собака · Норвежский бухунд · Шведский вальхунд |
| Скандинавия и Исландия     | Швеция             | Шведский лаппхунд (швед. svensk lapphund) | Исландская собака · Норвежский бухунд · Шведский вальхунд |
| Британские острова         | Англия             | †Кумберлендская овчарка | Ланкаширский хилер · Староанглийская овчарка бобтейл · Уэльский корги кардиган · Уэльский корги пемброк · Бордер-колли · Бородатый колли · Шотландский колли (длинношёрстный) · Шотландский колли (короткошёрстный) · Шетландская овчарка шелти |
| Британские острова         | Англия             | Ланкаширский хилер | Ланкаширский хилер · Староанглийская овчарка бобтейл · Уэльский корги кардиган · Уэльский корги пемброк · Бордер-колли · Бородатый колли · Шотландский колли (длинношёрстный) · Шотландский колли (короткошёрстный) · Шетландская овчарка шелти |
| Британские острова         | Англия             | †Лейклендская овчарка | Ланкаширский хилер · Староанглийская овчарка бобтейл · Уэльский корги кардиган · Уэльский корги пемброк · Бордер-колли · Бородатый колли · Шотландский колли (длинношёрстный) · Шотландский колли (короткошёрстный) · Шетландская овчарка шелти |
| Британские острова         | Англия             | †Смитфилдская овчарка (смитфилд-колли, смитфилд) | Ланкаширский хилер · Староанглийская овчарка бобтейл · Уэльский корги кардиган · Уэльский корги пемброк · Бордер-колли · Бородатый колли · Шотландский колли (длинношёрстный) · Шотландский колли (короткошёрстный) · Шетландская овчарка шелти |
| Британские острова         | Англия             | Староанглийская овчарка (бобтейл) | Ланкаширский хилер · Староанглийская овчарка бобтейл · Уэльский корги кардиган · Уэльский корги пемброк · Бордер-колли · Бородатый колли · Шотландский колли (длинношёрстный) · Шотландский колли (короткошёрстный) · Шетландская овчарка шелти |
| Британские острова         | Ирландия           | Голуэйская овчарка | Ланкаширский хилер · Староанглийская овчарка бобтейл · Уэльский корги кардиган · Уэльский корги пемброк · Бордер-колли · Бородатый колли · Шотландский колли (длинношёрстный) · Шотландский колли (короткошёрстный) · Шетландская овчарка шелти |
| Британские острова         | Северная Ирландия  | Гленуеррийский колли | Ланкаширский хилер · Староанглийская овчарка бобтейл · Уэльский корги кардиган · Уэльский корги пемброк · Бордер-колли · Бородатый колли · Шотландский колли (длинношёрстный) · Шотландский колли (короткошёрстный) · Шетландская овчарка шелти |
| Британские острова         | Уэльс              | Вельш-корги кардиган | Ланкаширский хилер · Староанглийская овчарка бобтейл · Уэльский корги кардиган · Уэльский корги пемброк · Бордер-колли · Бородатый колли · Шотландский колли (длинношёрстный) · Шотландский колли (короткошёрстный) · Шетландская овчарка шелти |
| Британские острова         | Уэльс              | Вельш-корги пемброк | Ланкаширский хилер · Староанглийская овчарка бобтейл · Уэльский корги кардиган · Уэльский корги пемброк · Бордер-колли · Бородатый колли · Шотландский колли (длинношёрстный) · Шотландский колли (короткошёрстный) · Шетландская овчарка шелти |
| Британские острова         | Уэльс              | Уэльская овчарка | Ланкаширский хилер · Староанглийская овчарка бобтейл · Уэльский корги кардиган · Уэльский корги пемброк · Бордер-колли · Бородатый колли · Шотландский колли (длинношёрстный) · Шотландский колли (короткошёрстный) · Шетландская овчарка шелти |
| Британские острова         | Уэльс              | †Уэльская серая овчарка | Ланкаширский хилер · Староанглийская овчарка бобтейл · Уэльский корги кардиган · Уэльский корги пемброк · Бордер-колли · Бородатый колли · Шотландский колли (длинношёрстный) · Шотландский колли (короткошёрстный) · Шетландская овчарка шелти |
| Британские острова         | Уэльс              | †Уэльская чёрно-подпалая овчарка | Ланкаширский хилер · Староанглийская овчарка бобтейл · Уэльский корги кардиган · Уэльский корги пемброк · Бордер-колли · Бородатый колли · Шотландский колли (длинношёрстный) · Шотландский колли (короткошёрстный) · Шетландская овчарка шелти |
| Британские острова         | Уэльс              | †Уэльский хиллман | Ланкаширский хилер · Староанглийская овчарка бобтейл · Уэльский корги кардиган · Уэльский корги пемброк · Бордер-колли · Бородатый колли · Шотландский колли (длинношёрстный) · Шотландский колли (короткошёрстный) · Шетландская овчарка шелти |
| Британские острова         | Англия · Шотландия | Бордер-колли | Ланкаширский хилер · Староанглийская овчарка бобтейл · Уэльский корги кардиган · Уэльский корги пемброк · Бордер-колли · Бородатый колли · Шотландский колли (длинношёрстный) · Шотландский колли (короткошёрстный) · Шетландская овчарка шелти |
| Британские острова         | Шотландия          | Бородатый колли (англ. Bearded Collie) | Ланкаширский хилер · Староанглийская овчарка бобтейл · Уэльский корги кардиган · Уэльский корги пемброк · Бордер-колли · Бородатый колли · Шотландский колли (длинношёрстный) · Шотландский колли (короткошёрстный) · Шетландская овчарка шелти |
| Британские острова         | Шотландия          | Шотландская овчарка — Длинношёрстный колли (англ. rough collie) | Ланкаширский хилер · Староанглийская овчарка бобтейл · Уэльский корги кардиган · Уэльский корги пемброк · Бордер-колли · Бородатый колли · Шотландский колли (длинношёрстный) · Шотландский колли (короткошёрстный) · Шетландская овчарка шелти |
| Британские острова         | Шотландия          | Шотландская овчарка — Короткошёрстный колли (англ. smooth collie) | Ланкаширский хилер · Староанглийская овчарка бобтейл · Уэльский корги кардиган · Уэльский корги пемброк · Бордер-колли · Бородатый колли · Шотландский колли (длинношёрстный) · Шотландский колли (короткошёрстный) · Шетландская овчарка шелти |
| Британские острова         | Шотландия          | Шетландская овчарка (шелти, англ. shetland sheepdog, shetland collie, sheltie)                                                                                       | Ланкаширский хилер · Староанглийская овчарка бобтейл · Уэльский корги кардиган · Уэльский корги пемброк · Бордер-колли · Бородатый колли · Шотландский колли (длинношёрстный) · Шотландский колли (короткошёрстный) · Шетландская овчарка шелти |
| Австралия и Новая Зеландия | Австралия          | Австралийская пастушья собака (австралийский хилер, голубой хилер, австралийский бувье, англ. australian cattle dog, blue heeler)                                    | Австралийская пастушья собака · Австралийский келпи · Австралийский кули |
| Австралия и Новая Зеландия | Австралия          | Австралийская короткохвостая пастушья собака (австралийский куцехвостый хилер, англ. australian stumpy tail cattle dog)                                              | Австралийская пастушья собака · Австралийский келпи · Австралийский кули |
| Австралия и Новая Зеландия | Австралия          | Келпи | Австралийская пастушья собака · Австралийский келпи · Австралийский кули |
| Австралия и Новая Зеландия | Австралия          | Кули | Австралийская пастушья собака · Австралийский келпи · Австралийский кули |
| Австралия и Новая Зеландия | Новая Зеландия     | Хантвей | Австралийская пастушья собака · Австралийский келпи · Австралийский кули |
| Северная Америка           | США                | Австралийская овчарка (аусси, англ. aussie) | Австралийская овчарка · Английская овчарка |
| Северная Америка           | США                | Английская овчарка | Австралийская овчарка · Английская овчарка |
| Северная Америка           | США                | Блю-лейси | Австралийская овчарка · Английская овчарка |
| Северная Америка           | США                | Макнаб (колли макнаб, овчарка макнаб) | Австралийская овчарка · Английская овчарка |
| Северная Америка           | США                | Техасский хилер | Австралийская овчарка · Английская овчарка |
| Южная Америка              | Бразилия           | Бразильская овчарка (овчарка гаучо, порт. ovelheiro gaucho) | Патагонская овчарка |
| Южная Америка              | Чили               | Патагонская овчарка (магелланская овчарка, исп. ovejero magallánico)                                                                                                 | Патагонская овчарка |
| Сибирь                     | Россия             | Ненецкая лайка (оленегонный шпиц) | Ненецкая оленегонная лайка · Самоедская собака |
| Сибирь                     | Россия             | Самоедская собака (самоед, самоедская лайка, самоедский шпиц) | Ненецкая оленегонная лайка · Самоедская собака |
| Сибирь                     | Россия             | †Туруханская пастушья собака | Ненецкая оленегонная лайка · Самоедская собака |

### Испытания и соревнования пастушьих собак
Соревнования или испытания пастушьих собак (спортивная пастьба, соревнования по пастушьей службе) — вид кинологического спорта, возникший во второй половине XIX века в Новой Зеландии и Британии, а к концу XX века получивший популярность во многих странах мира. В соревнованиях собаки демонстрируют основные приёмы управления стадом перед судьёй. Организацией испытаний занимаются международные и национальные кинологические и спортивные организации, общества скотоводов. Классические соревнования проводятся с овцами, иногда используются другие животные: утки или коровы. Правила соревнований могут существенно различаться по требованиям и системе оценок, породам собак и их количеству, числу овец, а также предусматривать разные уровни сложности. Чаще всего программа упражнений включает проводку овец через несколько препятствий, сбор их в загон и вывод из загона, выделение овец из стада и т. п., при этом оценивается точность работы собаки под управлением проводника (хендлера). В Новой Зеландии собаки гоняют овец на скорость вверх по склону холма по прямой или слаломной трассе.
Международное общество любителей пастушьих собак (англ. The International Sheep Dog Society, ISDS) проводит мероприятия трёх уровней сложности и предусматривает работу в собирающем стиле, свойственном бордер-колли, под руководством проводника, находящегося в течение почти всей программы на стартовой позиции и управляющего собакой посредством голосовых и жестовых команд и свистка. Испытание обычно включает выбег собаки к овцам (outrun), побуждение овец к движению, или подъём (lift), отгон овец к проводнику (fetch) и от проводника (drive) через одни или несколько ворот. На обозначенной территории собака должна отделить одну или несколько овец от отары (shed, single), поместить овец в загон (pen). Один раз в три года ISDS проводит мировой чемпионат. Право стран на участие и количество участников от каждой страны определяются по результатам соревнований за три года, проводятся индивидуальные и командные соревнования. Например, к участию в чемпионате 2020 года были допущены 238 участников из 29 стран, а овцы — гибрид голубомордых лестеров и шотландских черномордых овец — выращивались специально для мероприятия.
Международная кинологическая федерация помимо испытаний для собак, работающих в собирающем стиле (бордер-колли), определила правила испытаний и состязаний в традиционном стиле, когда проводник в течение всей программы находится на поле с овцами, а сложность определяется набором упражнений. Кроме препятствий разной сложности (мост, «воронка», «мальтийский крест») и работы с загоном могут быть предусмотрены переход проезжей дороги, погрузка в трейлер и т. п. Отдельно установлены правила тестирования собак на наличие пастушьего инстинкта. В ходе тестирования не выявляется победитель, а оценивается интерес собаки к овцам, желание работать и манера взаимодействия с овцами, природная способность находить точку баланса.

### Овчарки в современном мире

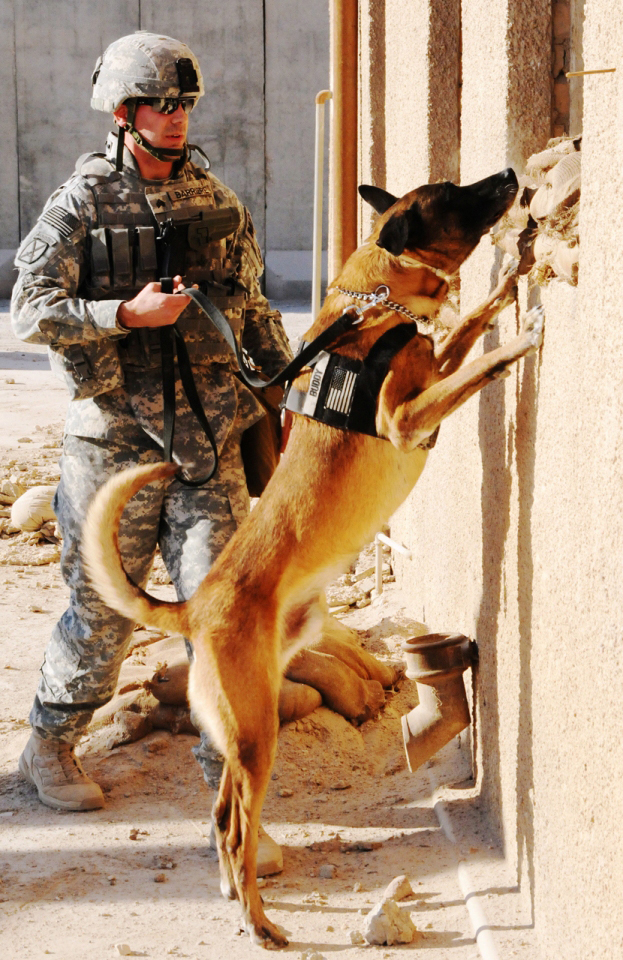
Бельгийская овчарка малинуа на розыске мин (Ирак)

В странах, где сохраняется пастушеское животноводство, пастушьи собаки продолжают работать по основному назначению и ценятся как эффективные и даже незаменимые помощники, способные сберечь трудозатраты и избежать вложений в дорогую технику. Экономические исследования в Австралии показали, что пастушьи собаки более чем пятикратно окупают затраты на них, включая дрессировку и содержание. Между тем, популярность и поголовье пастушьих собак растут, а фронт работ для них сужается. Часто овчарки живут в городских или пригородных условиях и владельцы вынуждены заботиться о поддержании их формы и сохранении пастушьих качеств. Пользуются спросом услуги дрессировщиков, наряду с подготовкой рабочих и спортивных пастушьих собак предлагающих прокат овец и прогулки на пастбище. Собаки, живущие в предместьях и сёлах, могут работать с небольшими группами животных или домашней птицей, порой скот заводят специально для того, чтобы собака могла реализовать склонность к пастьбе.
Сочетание быстрой обучаемости, физической силы, выносливости, хищнического поведения с преданностью владельцу и желанием работать стали причиной широкого использования крупных европейских овчарок для ряда других гражданских и военных работ. Это самые распространённые полицейские и войсковые собаки, занятые в караульной, разыскной, спасательной и других видах служб. Современный мир ставит перед людьми и новые задачи, которые успешно решаются с помощью собак. Например, в США охраняемые законом гуси нередко создают серьёзные проблемы для жизни и деятельности. Здесь бордер-колли и других пастушьих собак с сильным взглядом используют для патрулирования посевов, жилых и рекреационных зон, парков, пляжей, гольф-площадок и, в первую очередь, аэропортов. Защита от птиц с помощью пастушьих собак оказалась самым эффективным и единственным легко реализуемым средством: прогуливаясь по патрулируемой территории несколько раз в день, собаки вынуждают гусей обустраиваться в местах, где нет такого некомфортного для них соседства, при этом вред природе не наносится.
Все овчарки — прирождённые спортсмены. Их высокая потребность в физических и интеллектуальных нагрузках может восполняться не только спортивной пастьбой, но и другими видами кинологического спорта. Бордер-колли как обладатели выдающихся спортивных качеств, бельгийские овчарки, австралийские овчарки неизменно занимают ведущие позиции в аджилити, флайболе, фрисби, танцах с собаками, обидиенс. Вместе с тем, у служебных, спортивных и выставочных собак пастушьих пород, не взаимодействующих со скотом, пастуший инстинкт постепенно ослабляется.